# 2014年香港
|        | 香港歷史 \| 香港歷史年表                                                                                                   |
| 世紀： | 20世紀香港 \| 21世紀香港 \| 22世紀香港                                                                                     |
| 年代： | 1980年代香港 \| 1990年代香港 \| 2000年代香港 \| 2010年代香港 \| 2020年代香港 \| 2030年代香港 \| 2040年代香港               |
| 年份： | 2010年香港 \| 2011年香港 \| 2012年香港 \| 2013年香港 \| 2014年香港 \| 2015年香港 \| 2016年香港 \| 2017年香港 \| 2018年香港 |
| 紀年： | 甲午年（马年）、香港開埠173周年、香港回歸17周年                                                                            |

## 政府

### 行政

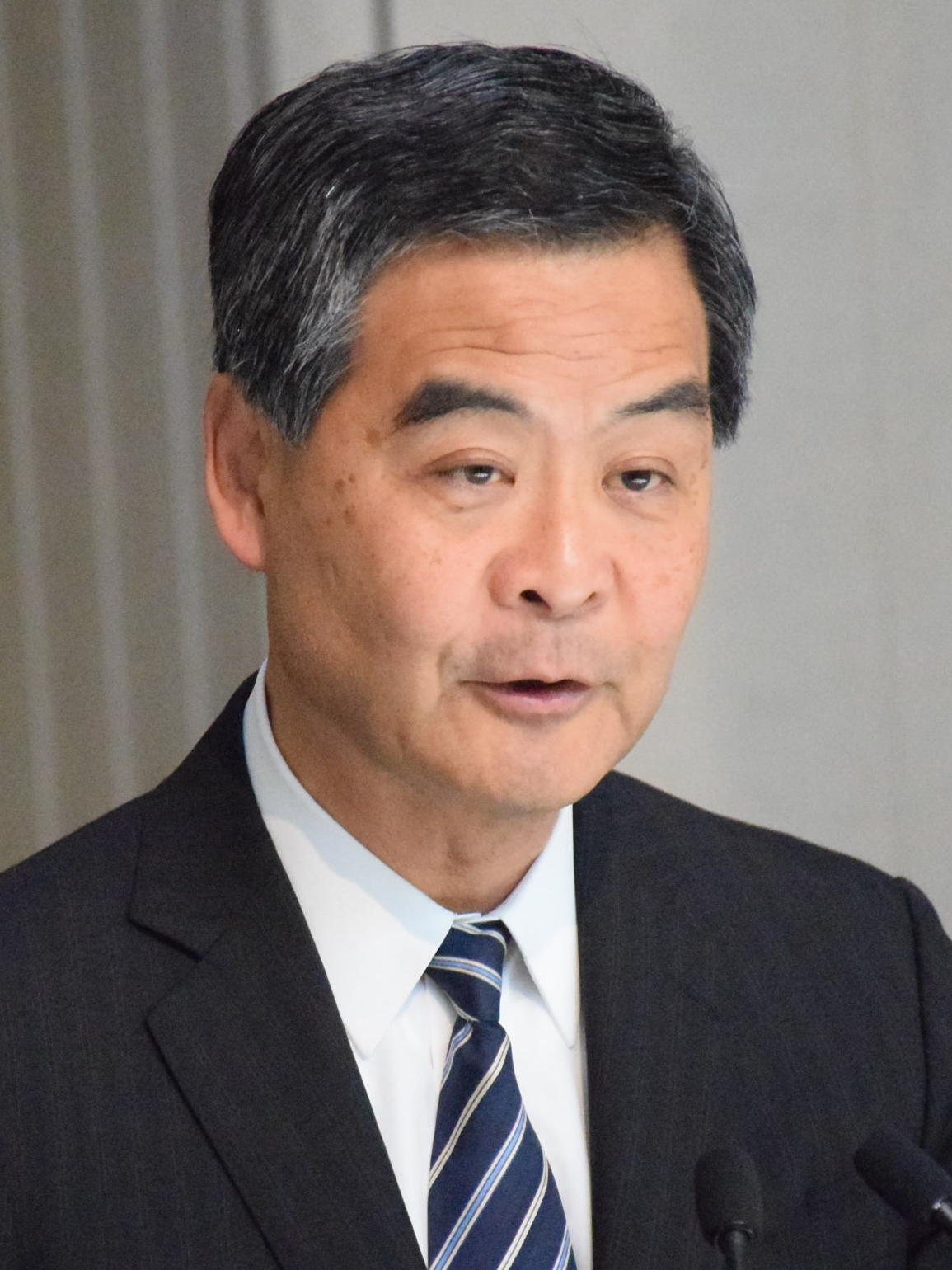
行政長官：梁振英
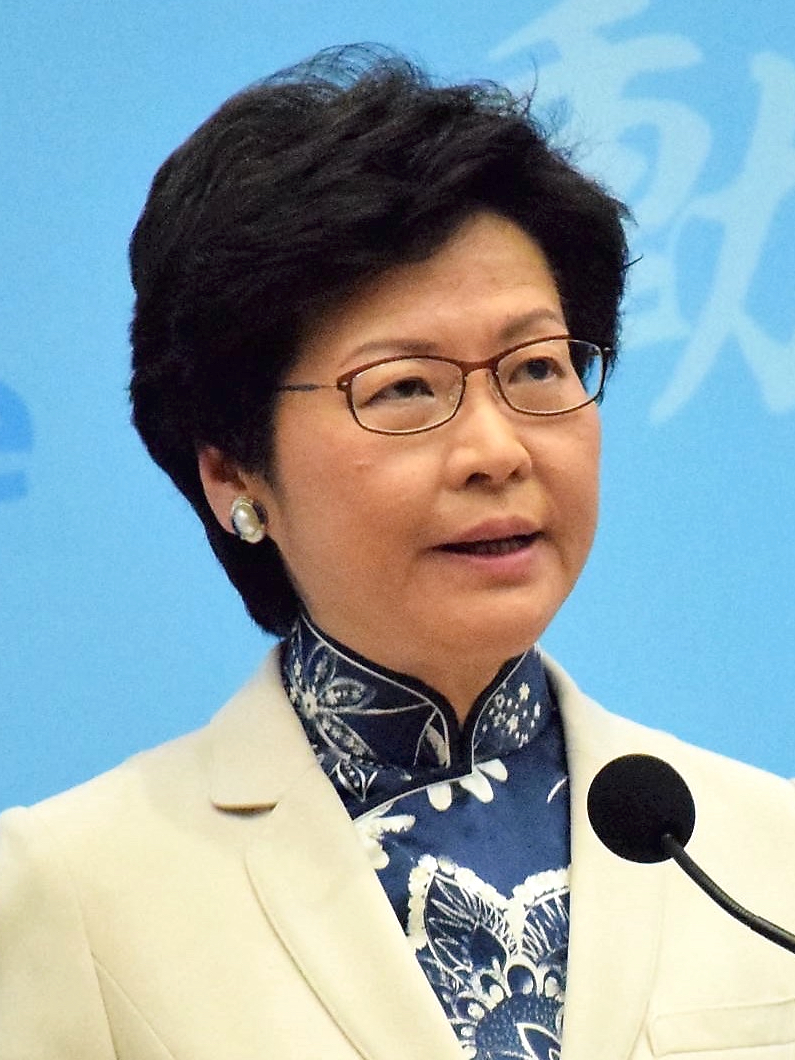
政務司司長：林鄭月娥
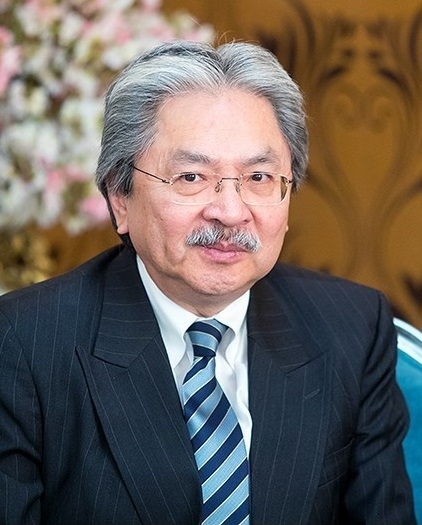
財政司司長：曾俊華
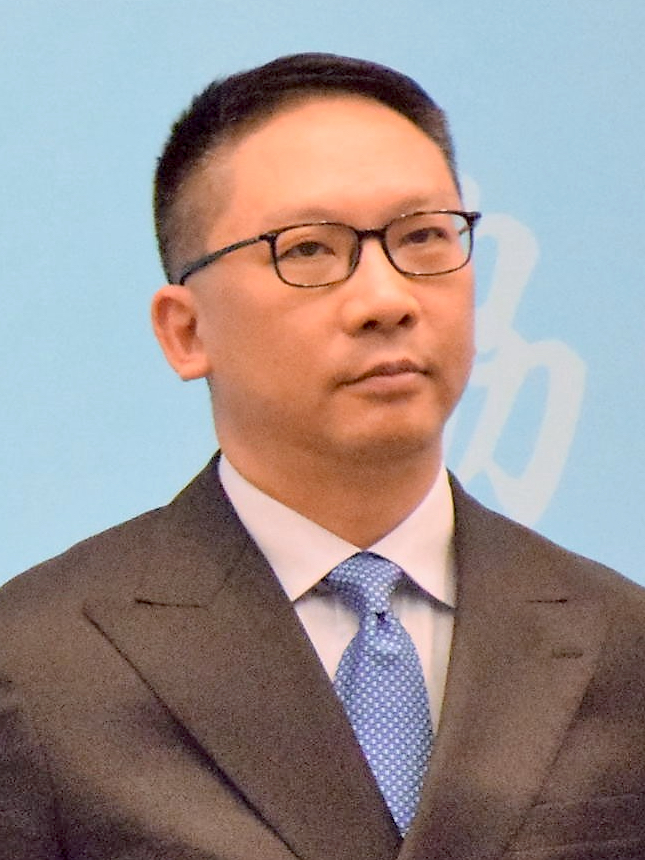
律政司司長：袁國強

### 立法

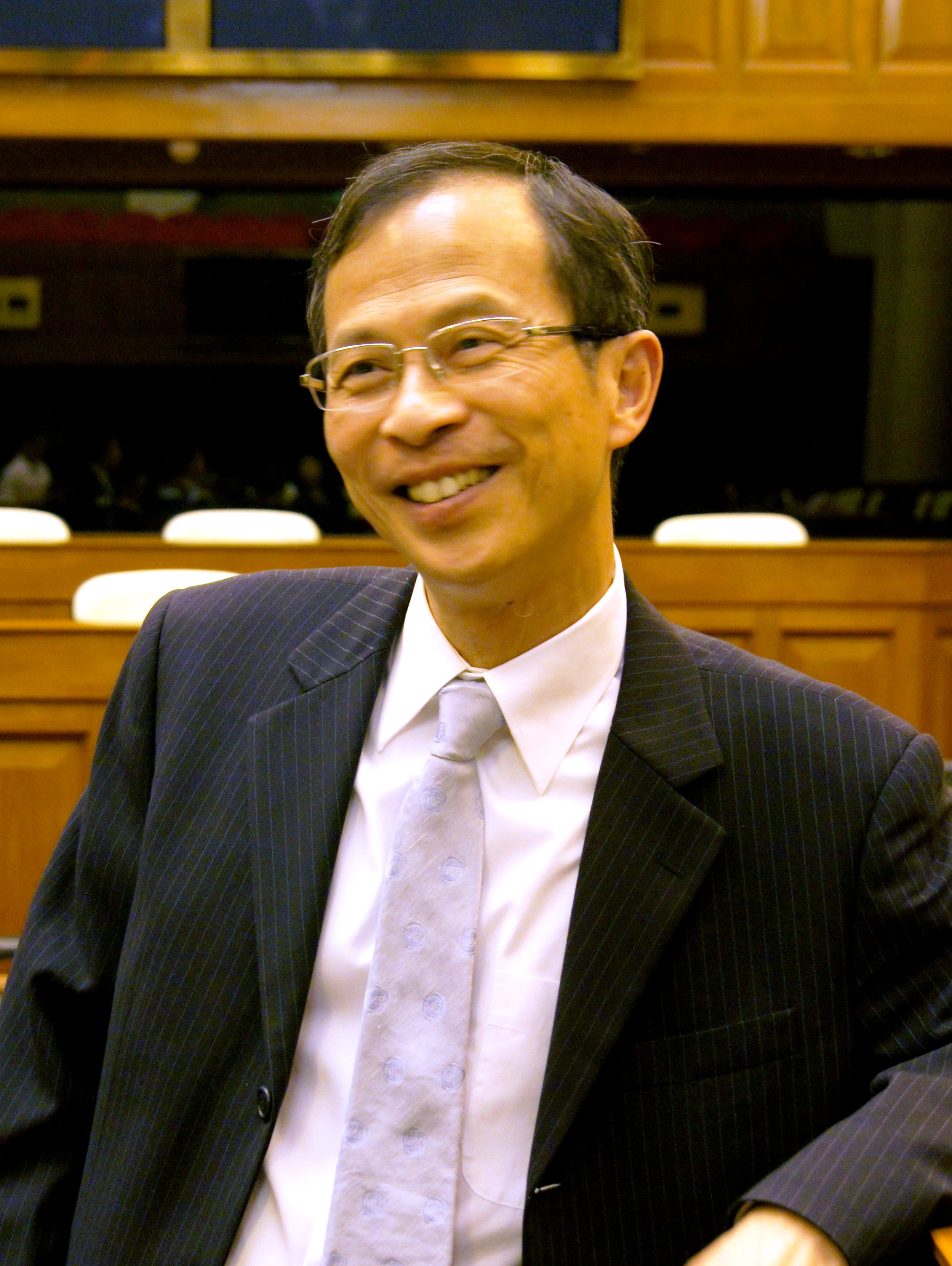
立法會主席：曾鈺成

### 司法

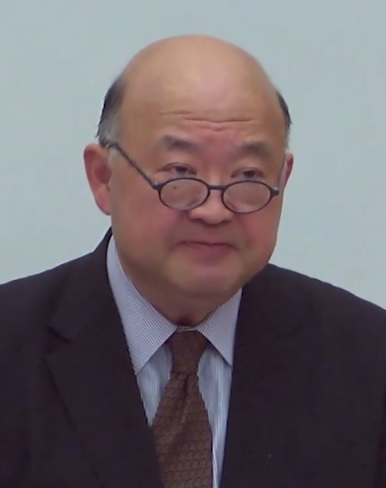
終審法院首席法官：馬道立

## 大事時序

### 1月
- 1月1日，民間人權陣線及真普選聯盟發起元旦大遊行，大會稱有30,000人參與遊行，警方估計遊行隊伍在維園出發時有6,100人，高峰期有11,100人。港大民意研究計劃則估算遊行總數介乎13,000至16,000人。[1]

- 元旦爭取真普選大遊行
- 邵逸夫一生奉獻給電影及電視製作事業，亦在中港兩地巨額捐獻，貢獻良多，圖為年青時的邵逸夫

- 1月7日，電視廣播有限公司及邵氏兄弟（香港）有限公司之創辦人、大慈善家邵逸夫爵士因年紀老邁，於清水灣家中自然去世，享年106歲，香港各界人士深表哀悼。[2]
- 1月12日，駱克道393號對開發生命案。
- 1月27日，大欖涌水塘附近發生黎克特制1.8級輕微地震，震感為麥加利地震烈度第II度，即「在完全靜止的情況下，小部份人有感覺」，天文台接獲8名市民報告感受震動，對上一次在香港境內發生的有感地震為1995年5月29日下午在大嶼山東部海域的2.2級地震。[3]

### 2月
- 2月6日：
  - 美麗華旅遊的一個郵輪團到達越南下龍灣時，船公司指碼頭沉船未能泊岸落船遊覽，過千旅客不滿美麗華旅遊賠償過低，抵達尖沙咀海運碼頭後拒絕上岸，包括立法會議員蔣麗芸，率領420旅客要求索償七成團費。直至晚上10時，最後一百人終落船，結束逾15小時抗爭。[4]
  - 灣仔皇后大道東373號即將興建酒店的地盤（新華社香港分社舊址旁）下午3時許掘出一枚二戰時期美軍炮彈，型號為美製「USNavyANM66」空投炸彈，長67吋、直徑24吋，重約2000磅，內有1000磅TNT炸藥（高爆黃色炸藥），估計為美軍二戰時期轟炸日軍在港設施時遺下。爆炸品處理課人員拆彈期間附近酒店、診所、醫院、體育館和住宅的市民要疏散[5]。
- 2月11日，俄羅斯索契冬季奧運會港隊唯一代表運動員呂品韜和教練呂碩，賽後批評港協暨奧委會安排不善。呂品韜腳踭有傷患，但沒隊醫隨行，需向中國隊借鎮痛膠布，矛頭直指團長王敏超隨行只為渡假[6]。王敏超回應時反指呂品韜諉過於人。冰聯發聲明指責王敏超有失風度，且是無稽之談，對其言論感非常義憤。[7]
- 2月12日，商台即日終止節目左右大局主持李慧玲的合約，並無解釋原因。商台派人到她的房間清理，將李慧玲的私人物品搬上車後，送到她的家。商台只表示「君子相分，不出惡言」，說不會再作任何評論。[8]
- 2月16日，一批網民響應網上號召，參與廣東道驅蝗行動，由尖沙咀鐘樓遊行至尖沙咀廣東道，反對自由行計劃。同一時間愛港之聲亦在廣東道設街站歡迎自由行，雙方互相指罵並發生推撞，須警方分隔。亦有內地旅客不甘被指罵，與網民發生口角。[9]
- 2月17日，通訊事務管理局舉行首場無綫亞視續牌公聽會，出席的市民大部分都不滿亞視經常重播節目，要求收回該台頻道，亦有人士批評無綫節目缺乏新意。亞視執行董事雷競斌則批評出席的市民非理性及偏頗。無綫執行董事兼集團總經理李寶安表示會研究部分意見的可行性後作出改善。通訊局主席何沛謙指從無低估亞視的續牌爭議 。[10]
- 2月25日，原定在9月舉行的亞太經合組織財長會議取消在港舉行，特區政府表示收到中央政府通報，指由於亞太經合組織的會議數量多，要作出調整，為便利會務安排，地點亦改為在北京舉行。[11]
- 2月26日，明報前總編輯、現為該報網絡營運總裁的劉進圖駕車到西灣河，準備如常前往吃早餐之際，突被2名駕電單車兇徒從後連斬6刀[12]，送院後一度危殆，香港傳媒、政府官員、社會各界以及中联办，均強烈譴責兇徒冷血暴行，由於劉雙腳神經線重創，預計康復過程需長達1年半。2月28日，劉本人認為遇襲與其新聞工作有關，並非私人恩怨。3月9日，廣東省公安拘捕2名行兇者，及後轉交香港警方，而本港警方亦拘獲另外7名有關疑犯。

### 3月
- 3月2日，1萬3千人上街舉行「反暴力、緝真兇」大遊行，抗議劉進圖遇襲，並堅決捍衛新聞自由，絕不向惡勢力低頭退縮，為香港新聞業界罕見的大遊行。[13]
- 3月3日，沙田瀝源邨榮瑞樓2樓命案。
- 3月11日，香港電視網絡宣布，原定在7月1日啟播的流動電視服務要押後，並暫停新節目製作。港視接獲政府律師信通知，若其流動電視服務覆蓋率多於5,000個住戶，須先申請免費或收費電視牌照，否則違反《廣播條例》。港視主席王維基批評，政府不斷搬龍門阻撓開台計劃，直言港視已被迫至「走投無路」。[14]
- 3月13日，灣仔律敦治醫院急症室女廁嬰屍案。
- 3月16日，元朗屏山朗邊中轉房屋14座1樓命案。
- 3月23日，南區區議會補選舉行，填補民主黨前成員馮煒光因為加入政府任新聞統籌專員後的議席空缺。結果由親中派的新民黨陳家珮以2,023票勝出，票數較第二位的人民力量主席袁彌明多近一倍，地區人士分析由於泛民陣營有2人出選，或因此分薄票源，而馮煒光中途辭職加入政府，也令單仲偕選情受影響，未必能延續原屬民主黨的議席。[15]
- 3月25日，中半山正在進行外牆翻新工程的豪宅地利根德閣發生嚴重工業意外，造成2死1傷。4名工人在大廈55樓外牆一部連路軌升降的塔式工作台上工作時，半邊工作台突然斷開，一男一女工人連同折斷的工作台飛墮而下，當場慘死。站在工作台另外半邊的2名工人逃過大難，慌忙爬回大廈內。意外中，一塊連着斷繩的金屬組件飛出馬路，擊穿一輛貨車車頂，一名跟車工人僥倖僅手部受傷。[16]
- 3月28日，李鄭屋邨孝慈樓花圃嬰屍案。
- 3月30日，
  - 薄扶林貝沙灣嬰屍案。
  - 晚上香港天文台發出黑色暴雨警告[17]，本港多處出現災情。開業16年的九龍塘又一城，天花板首次像瀑布般滲出大量雨水，由上層湧到下層，商場變成澤國[18][19]，有化妝品店職員被水淋濕。屯門時代廣場及樂富廣場亦抵受不住大雨，滲下大量雨水，樂富廣場一部扶手電梯被水浸壞需維修，而屯門時代廣場更因此塌下天花板[20]。九龍塘站東鐵綫月台嚴重水浸[18]，東鐵綫九龍塘站需一度實施單軌雙程行車[21]。黃大仙龍翔道亦嚴重水浸，大量雨水從龍翔道湧進黃大仙站大堂[22]。本港多處有冰雹報告[23]，包括九龍塘、黃大仙、荃灣、大窩口及屯門一度落雹，部分地區落雹持續約10分鐘，冰雹約手指頭般大小。葵涌貨櫃碼頭有20多個貨櫃被強風吹塌，壓傷1名貨車司機[24]。渠務署指是次大雨屬200年一遇[25]。

### 4月
- 4月1日，
  - 弼街64號錦華大廈5樓命案。
  - 香港天文台推出九天天氣預報服务，取代七天天氣預報。[26]
- 4月4日，美孚新邨第6期恆柏街2號5樓殺外母案。
- 4月11日，香港電視網絡再次向通訊事務管理局提交免費電視牌照申請，但為精簡員工規模，即日裁員207人，主要來自電視內容製作團隊，新聞部整個被裁，裁員後港視的台前幕後員工剩下385人。港視提交的新申請中，建議只提供三條頻道，包括廣東話綜合頻道、英語頻道及24小時新聞頻道，較首次申請時，建議開台時提供12條頻道，六年內增加至30條大幅縮減。新申請又建議，首六年業務營運的投資約34億元，包括節目成本24億元、營運支出6億元及資本支出4億元，較首次申請建議首六年總投資10.52億元大幅增加。港視稱仍希望在通訊辦設定的界限內經營流動電視業務，故決定嘗試採用新制式DVB-T2。[27]
- 4月16日，港鐵宣佈耗資669億公帑建造的廣深港高速鐵路整體工程要到2017年8月竣工，延期逾兩年，同時亦超支148億元，最新造價達817億元，港鐵歸咎於地質複雜及早前的黑雨影響，暴雨導致隧道水浸令鑽挖機故障；再加上路段途經的濕地公園地底有溶洞；西九龍總站地底挖掘工程遇上孤石阻擋，需要遷移大量公共管綫。港鐵工程總監周大滄向公眾致歉，但拒絕承認勘探出現問題。[28]
- 4月23日，港府與訪港的馬尼拉市長埃斯特拉達達成協議，埃斯特拉達代表馬尼拉向馬尼拉人質事件死難者親屬及傷者致以誠摯慰問及由衷道歉，並答應受害者家屬的幾項要求，包括賠償、懲處失職人員及保障旅客安全。香港政府決定將維持達3年8個月的菲律賓黑色外遊警示調低至人質事件前的黃色，並撤銷本年2月生效的首階段制裁措施（取消菲國外交證件持有人入境14天的免簽證待遇），糾纏3年多的人質事件得到解決。[29]
- 4月26日，位於尖沙咀的六四紀念館正式開放，向公眾講解八九民運歷史，有內地學生專程來參觀希望了解真實的歷史[30]。多個親中團體組成的「六四真相」到場抗議，聲稱當年六四並無發生屠殺。[31]
- 4月27日：
  - 港鐵油麻地站嬰屍案。
  - 離島區議會補選舉行，填補因偽造虛假工作及入息證明被判入獄的建制派獨立區議員林悅的議席空缺，結果由泛民主派的公民黨余俊翔以1,330票勝出，擊敗獲1,299票落敗的建制派候選人梁兆棠。[32]
  - 港鐵東鐵綫早上發生故障，用以確認列車位置、速度及選擇行路軌的數據傳送系統三度發生故障，後備系統亦一度失靈，全線由紅磡至羅湖站及落馬洲的服務一度暫停逾半小時，大批乘客滯留月台，港鐵事發後20分鐘才通報，其後回應指由於重置系統需時較長，向受影響乘客致歉。[33][34]
- 4月28日，荃灣荃富街命案。

### 5月
- 5月5日，發生警員擊斃持刀男子事件。一名21歲女事主懷疑同齡丈夫有婚外情，帶同7個月大兒子離家出走，男事主得知妻子身處舊同學藍田康雅苑家中，於是日凌晨駕駛客貨車載同2名朋友到來尋妻，並強闖地下大堂與保安員發生爭執，警員到場制止期間，男事主以𠝹刀脅持保安主任，其間妻子聞訊落樓勸阻，他即情緒失控持刀撲向妻子，警員喝止無效，恐女事主受傷害，兩警共鳴槍三響，兩彈擊中事主額頭及頸部，當場斃命。死者胞姊控訴警員使用過份武力，誓言追究到底。[35]
- 5月6日，和平佔中第三次商討日投票選出三個政改方案，逾2,500名個簽了佔中意向書的支持者投票選出學界、真普聯和人民力量三個同樣有公民提名成份的政改方案，於6月22日舉行民間公投。[36]
- 5月8日，天文台於本年第二度發出黑色暴雨警告，維持70分鐘，其間港島半山至新界多處均出現水浸，其中港鐵大圍站因大量雨水湧入車站大堂而要封閘、紅隧水浸，觀塘apm商場地下因渠口倒灌遭水淹，觀塘道、彩虹道均嚴重水浸，車輛被困，市民狼狽涉水而行。[37]
- 5月18日，「長者及合資格殘疾人士公共交通票價優惠計劃」優惠擴大至12歲以下殘疾兒童，同日舉行區議會香港島補選由張國昌當選。
- 5月23日，上水東慶路上水圍門口村士多命案。
- 5月24日，杏花新城商場女廁嬰屍案。
- 5月27日，橫頭磡邨宏祖樓14樓命案。
- 5月29日，港鐵表示建造中的西營盤站一個出口行人隧道工程延誤，或影響整個站啟用，提出「飛站」後備方案，即西港島綫如期在12月底通車，但不停西營盤站；若後備方案不獲政府接納，整條綫可能延至2015年首季才通車。[38]
- 5月31日晚上11時24分，九龍灣啟晴邨發生開槍殺人案，一名43歲男子被人發現倒卧在樂晴樓21樓梯間血泊中，身中三槍。荷槍實彈、頭戴鋼盔的警員護送他往醫院後，證實傷重不治，大批警員包圍現場逐層搜索。[39]

### 6月

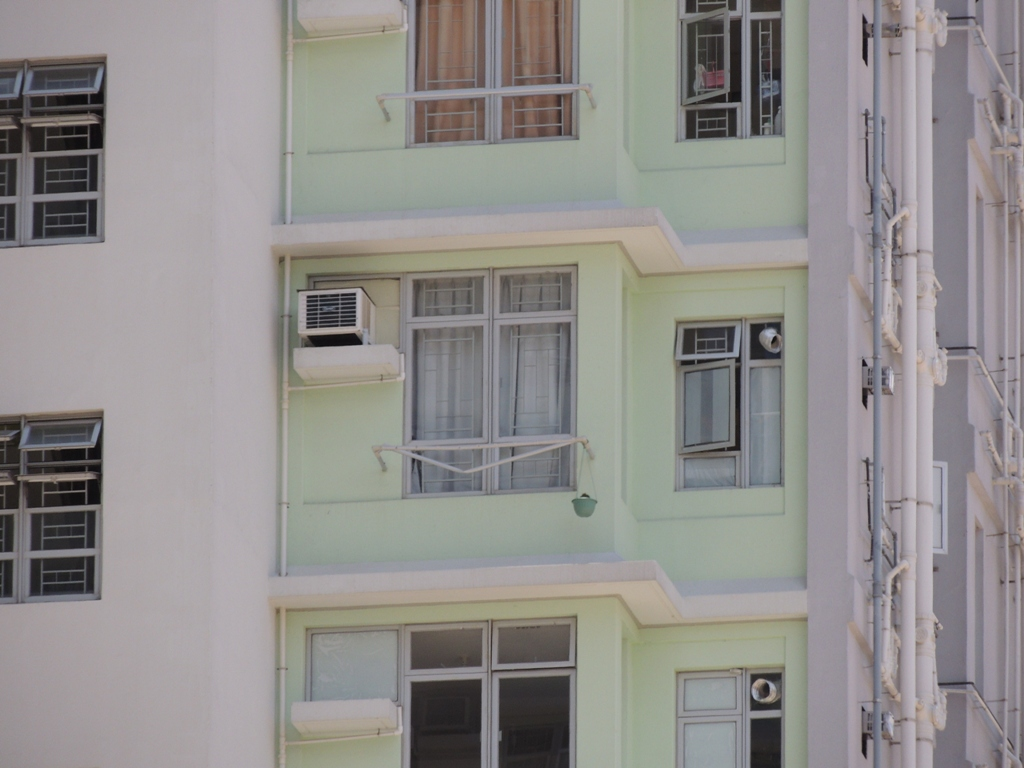
槍手與門外警方駁火、攀出窗外舉槍指向自己太陽穴並返回屋內吞槍自盡、飛虎隊施放震撼彈並游繩攻入的單位

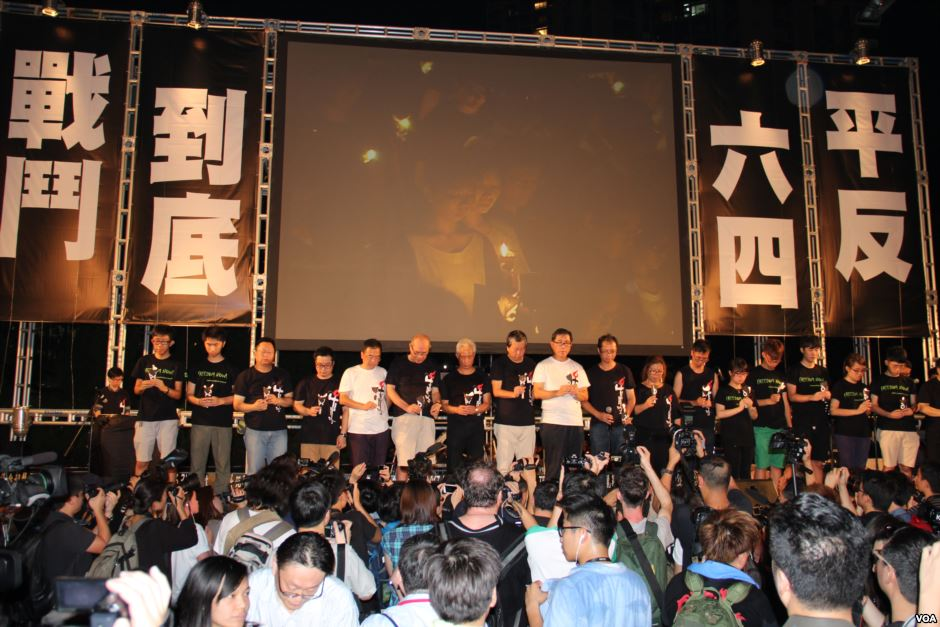
2014年紀念六四25周年香港維園燭光晚會

- 6月1日，啟晴邨發生槍殺案後，警方不斷翻看大廈閉路電視片段及逐層樓搜索，至清晨約6時，在大廈10樓發現一單位門外遺有血迹，感事有蹊蹺，亦知道屋內有人，但拍門卻沒獲回應，懷疑兇徒藏身屋內。並通報上級封鎖10樓全層及召飛虎隊到場，至上午11時，警方剛完成部署，雙方已發生駁火。當時，51歲槍手開門查看時，發現門外有探員立即連開兩槍，探員開一槍還擊，三槍均無人受傷，但氣氛緊張，警方用擴音器呼籲住客勿伸頭出窗外，大戰一觸即發。怎料五分鐘後，槍手突然攀出窗外，擎槍指着大陽穴喃喃自語，20多秒後，留下一句「影住咁多先，一路順風（拍攝到這裡吧，一路順風）」後返回屋內，40秒後，屋內傳出槍聲，槍手吞槍自盡。大半小時後，飛虎隊投擲俗稱「盲聾彈」的震眩彈攻入單位，發現槍手中槍躺在地上，送院後不治。警方事後在單位內撿獲相信是槍手用來殺人及自殺的黑星手槍、一支改裝的曲尺手槍、30多發子彈及刀等證物。[40]
- 6月2日，九巴引入全港車身最長巴士，達12.8米的冷氣雙層巴士，車廂上、下層座位連企位可載客146人，較現役車隊的12米巴士多八個座位及三個企位。九巴指，新車已通過運輸署驗車，獲發牌後會進行三個月路線測試，初步選定四條乘客量較多的新界區路線。[41]
- 6月4日，
  - 榮昌邨榮俊樓11樓命案。
  - 銅鑼灣維多利亞公園舉行六四屠城25周年燭光哀悼晚會，大會宣佈場內共有18萬名市民出席，與2012年的晚會共同成為歷來最多人參加的悼念會。第二年舉辦的尖沙咀六四集會亦有7,000人出席，較首年多出6,000餘人。[42]
- 6月5日，前政務司司長許仕仁、新鴻基地產聯席主席郭炳江與郭炳聯、新鴻基執行董事陳鉅源及港交所前行政總裁關雄生涉及的巨額貪污案，在香港高等法院正式開審。主控官指許仕仁由在2000年任職積金局開始便貪，至卸任行政會議成員前，貪足9年，從郭氏兄弟收受最少3,420萬港元金錢利益及免租金入住豪宅單位，當中470萬元更是在宣誓上任政務司司長前5小時收取。控方指郭氏兄弟利用許作為政府高層內部的線眼，為新地謀好處，更在郭炳聯的日記中發現證據。[43]
- 6月6日，涉及前政務司司長、新鴻基地產高層及港交所前行政總裁的巨額貪污案，在香港高等法院續審。主控官大爆許仕仁極盡奢華的生活，揭露他卸任司長職位後，擔任行政會議成員時，年薪只得132萬元，支出卻達1,042萬元；試過豪花3.3萬元到酒店著名餐廳嘆晚餐、以貴價紅蘿蔔及草養馬、差不多每日便提款一萬港元。控方直指新鴻基地產高層正是利用許揮霍的弱點，用巨款收買他，若非有郭氏兄弟的財力支持，許絕無可能過其大花筒生活。[44]
- 6月7日，前新華社香港分社社長周南在北京罕有地接受本港電視台專訪，除揚言佔領中環運動屬違法外，更指出整個運動是反華力量圖謀篡奪特區政府管治權，若發生損害國家利益的動亂，中央政府會宣佈戒嚴及軍事干預。佔中發起人戴耀廷批評周南言論嚴重抹黑佔中，強調他們只是以公民抗命爭取真普選。[45]
- 6月8日，警方有組織罪案及三合會調查科（俗稱O記）破獲香港歷來最大的跨境非法賭博集團，拘捕包括主腦夫婦等29人，撿獲非法投注紀錄逾7.7億及1,100萬港元現金，比上屆世界杯足球賽期間撿獲的投注額總數高出一倍。[46]
- 6月9日：
  - 大埔大元邨泰怡樓發生離奇火警，濃煙籠罩走廊，居民摸黑狼狽逃生，消防員接報到場開喉灌救，迅速將火撲熄，在單位內發現一具燒焦女屍，消防員指起火原因有可疑，事件中，有兩男兩女及一小童吸入濃煙不適送院。[47]
  - 英國政府上周宣佈其公民可於全球23個國家或地區的領事館，與同性伴侶結婚，當中包括中國、日本和菲律賓等。但香港政府卻比中國政府更保守，英國駐香港總領事館於6月9日證實，港府已拒絕批准領事館讓同性伴侶在本港結婚，港府禮賓處卻沒有交代拒絕的原因。同志團體質疑港府怕在此讓步會使日後反對性傾向歧視條例立法更困難，要求交代拒絕理據。[48]
- 6月10日：
  - 中國國務院新聞辦公室發表《「一國兩制」在香港特別行政區的實踐》白皮書，明言「兩制」從屬於「一國」，「高度自治」是中央給多少就有多少，「港人治港」也是有限的，愛國是對治港者的基本政治要求。評論員認為，中央政府今次對治港方針的重新演繹，違背已故領導人鄧小平的原意及國際法精神。[49]
  - 行政會議批准九巴加價3.9%，是三年來第三次加價。由7月6日起，大部份九巴乘客每程須多付1至4毫港元，但若撇除51條不會加價的聯營過海隧巴線，實際加幅是4.45%。運輸及房屋局局長張炳良為九巴連年加價辯護，稱若否決加價，九巴未來兩年會虧本。民間監管公共事業聯委會批評，政府把關不力，憂慮九巴每年會慣性申請加價。[50]
  - 一名有精神病紀錄的22歲唐姓男子在旺角西洋菜南街一楝大廈天台飲酒，疑一時興起拿起一張20磅重的棄置辦公室椅，隨意飛擲落街，豈料卻不偏不倚擊中一名剛巧路經現場的29歲黃姓男子頭部，事主當場頭爆倒地，血流如注，送院證實死亡。警方封鎖多幢大廈搜查後，以涉嫌謀殺罪名拘捕涉案的22歲青年。[51]
  - 立法會議員梁國雄於6月9日就2011年衝擊替補機制論壇一案，被判須即時服刑4周，是繼2000年及2002年兩度入獄後的第3次由「長毛」變成「短毛」（在香港監獄服刑的男性囚犯無論刑期多少，均需被剪短頭髮）。代表梁的資深大律師李柱銘再到高等法院申請終審法院上訴許可及保釋，但均被拒絕。梁的律師稱已向終院遞交上訴文件，亦已去信懲教署署長要求行使酌情權，讓梁服刑期間可到立法會開會。代表律師在6月10日剛開庭時，便向法官表示男囚犯必須剪髮，但女囚犯卻可保留長髮的做法，是種歧視，他將會就此提出司法覆核。法官聞言以英語問：「你是否認真？」並指這會是個「有趣的議題」。[52][53]
- 6月12日，港鐵正式宣佈，原定2015年通車的南港島綫東段及觀塘綫延綫工程進度均滯後6個月，要分別延遲至2016年6月及2月才能通車，亦即港鐵正進行的5項新鐵路工程均全部延誤，港鐵行政總裁韋達誠稱會承擔責任。而引咎提早退休的港鐵工程總監周大滄則承認，有過多新鐵路工程在同一時間動工，但政府規劃錯誤亦有責任。[54]
- 6月13日：
  - 立法會財委會繼續審議新界東北發展計劃前期工程撥款，面對泛民議員提出大量臨時動議拉布，主席吳亮星晚上突宣佈「剪布」，激發在場外集會的逾千名村民及市民不滿，三路衝擊立法會綜合大樓，有玻璃門被打至破裂，大樓外牆的磚更被鐵馬撞穿，在大樓內佈防的警員以警棍和胡椒噴霧武力阻止。雙方對峙之際，吳以治安問題為由休會。撥款表決暫緩，但發展局局長陳茂波稱絕不撤回撥款申請。[55]
  - 一艘噴射飛航早上載着233人從香港開出，至澳門外港客運碼頭對開時，疑偏離航道撞及防波堤，導致船上70人受傷，其中一名船員頸椎骨折重傷。澳門當局懷疑船長來不及轉向肇禍，正循人為疏忽或機件故障展開調查。[56]
- 6月14日，凌晨兩時許，警方開始在立法會門前清場，逐一抬走示威者。示威者手挽手築成人鏈躺在地上，有示威者和警方推撞。最終凌晨四時完成清場，警方指集會高峰期有900人參加，清場時移走了190人，使用了18次胡椒噴霧，並拘捕21人，六名立法會保安員與四名警員受傷，政府高層譴責示威者的行為。[57]
- 6月18日，屯門龍鼓灘海面浮屍案。
- 6月20日，
  - 紅磡環順街16－18號7樓骸骨發現案。
  - 和平佔中全民投票啟動，首日錄得超過40萬名市民透過不同的電子平台投票[58]，但投票系統遭到黑客猛烈的攻擊，系統經常無法連線，大批市民改去各區的實體票站投票。[59]
- 6月25日，特首梁振英次女梁齊昕，凌晨在社交網站Facebook上載兩幅割脈自殘的照片，並在照片留下「Will I bleed to death？（我會否流血至死？）」和「I love blood（我愛血）」的字句，令外界懷疑她因精神出現問題而企圖自殺。晚上流出一張梁振英一家三口在海德公園拍的照片，暗示家人關係融洽，梁振英還拿着當日的報紙，以示並非舊照。[60]其後她接受《信報》訪問時承認曾割腕自殘，而母親梁唐青儀要負上最大責任，更披露與父、母親的合照是父親提議的蹩腳公關伎倆。[61]
- 6月26日：拉丁舞導師抽脂死亡案。
- 6月27日：
  - 元朗東頭圍新村倫常命案。
  - 法律界發起黑衣靜默遊行，要求中央收回一國兩制白皮書，有近1,800名個法律界人士由金鐘高等法院遊行至中環終審法院，沿途沒有高叫口號或高舉標語，他們抵達終審法院後靜默3分鐘，抗議中央打壓司法獨立。[62]
  - 立法會財委會第七度開會審批新界東北發展計劃3.4億元前期工程撥款，主席吳亮星一度以議事條例驅逐街工梁耀忠及人民力量陳志全，引起泛民議員的不滿，休會後均收回決定，直到晚上10時吳亮星拒絕再讓議員提問，強行付諸表決，大批泛民議員包圍主席桌前抗議。吳亮星在泛民議員離座抗議時進行表決，議案最終以29票贊成、2票反對通過。吳亮星隨即宣布暫停會議，在保安人員護送下離開。多個泛民議員批評會議違反規則，表明會提出司法覆核。[63][64]

### 7月

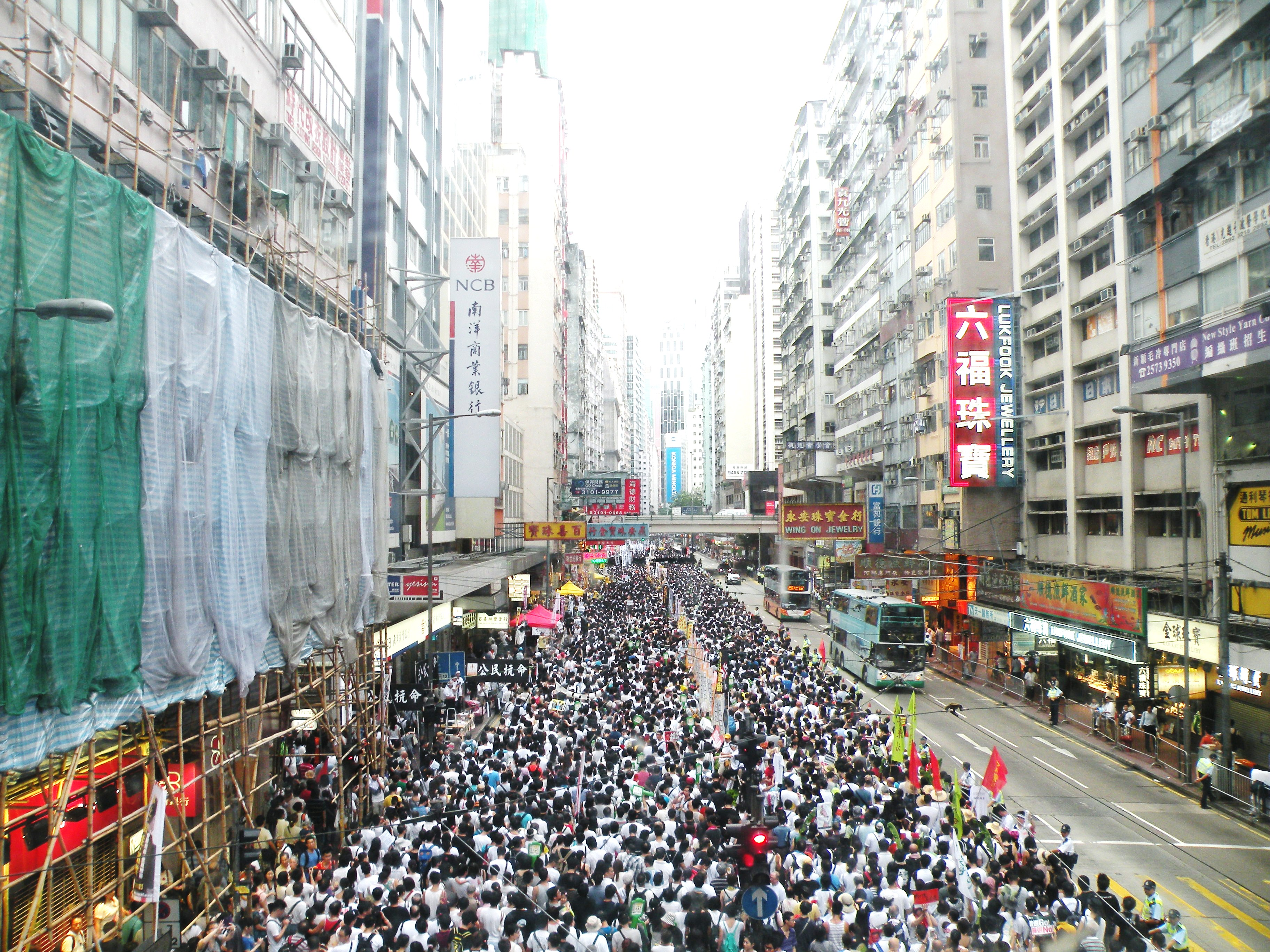
51萬人參與2014年七一大遊行，人數創2004年後的第二新高

- 7月1日，民間人權陣線舉行七一大遊行，是年口號為「捍衛港人自主，無懼中央威嚇，公民直接提名，廢除功能組別」，抗議早前國務院新聞辦發表的《一國兩制白皮書》，同時亦爭取2017年行政長官選舉要有公民提名。[65]民陣表示遊行人數達51萬，創10年新高，港大民研計劃則點算出最多有17.2萬人；警方表示高峰時有9.86萬人離開維園。香港專上學生聯會及學民思潮在晚上遊行完結後在中環遮打道預演佔領中環。因遊行已宣佈結束時仍有不少人逗留，被視為非法集會，警方於翌日凌晨約2時45分展開清場行動，行動中有511人被拘捕。[66]
- 7月3日，
  - 荃灣紅色小巴男子被毆斃案。
  - 特首梁振英出席立法會特首答問大會，泛民議員群起離座抗議，議員黃毓民向梁振英掟紙張與玻璃杯，並無擊中任何人，人民力量兩議員陳志全及陳偉業則擲紙摺「幸運星」。保安把黃毓民、陳偉業、陳志全抬走，並把新民主同盟范國威帶離場，其他泛民議員也陸續離場，杯葛答問會。梁振英拾起一片玻璃杯碎片並譴責議員針對官員做出的激烈行為，促請立法會及社會重視事件。其後特首辦報警稱受襲擊，是首度有官員因在立會內被掟物件報警，警方中午隨即派員進入會議廳搜證，案件交由中區重案組調查。[67][68]
- 7月4日：
  - 行政長官夫人梁唐青儀出席傑出少年選舉頒獎禮後開腔回應次女梁齊昕公開自殘照的事件，稱永遠支持女兒，又對撰文評論事件的中大學者蔡子強嚴厲批評，指他刻毒、無知、冷血、涼薄。蔡子強回應表示，其文章是基於《信報》網站的對話紀錄而撰寫，「公關show」是梁齊昕的說法，自己只是引用。[69]
  - 房屋委員會資助房屋小組昨通過9月起加租10%，全港約72萬公屋租戶，每月平均加租154元，約75%公屋家庭受加租影響。[70]
- 7月5日，因衝擊替補機制論壇，被判監4周的社民連梁國雄刑滿出獄，逾百支持者在荔枝角收押所門外迎接長毛。他認為社會已有成熟條件，呼籲泛民香港立法會議員透過五區直選議員辭職，啟動變相公投。[71]
- 7月7日，中電位於飛鵝山扎山道的一座電塔，在晚上10時傳出爆炸聲及洩出火光，導致電壓驟降，東九龍多個屋苑疑因電力驟降，照明系統出現閃一閃的現象，但迅速便回復正常。藍田及觀塘有多幢大廈全部單位停電，連同將軍澳、黃大仙、油塘等，合共發生逾20宗困電梯事故。[72][73]中電解釋指由於飛鵝山附近架空電纜線身受損導致事故，情況極為罕見，並向受影響的用戶致歉。[74]
- 7月8日，身兼全國政協委員的聖公會大主教鄺保羅向信眾講道時指，港人上街是羊群心理行為，他表示參與遊行及抗爭的人，沒有柔和謙卑的心和腦袋，沒有分析能力，不相信耶穌會像議員般擲物品，或用羞辱的說話去罵人。鄺保羅又不明為何港人常要就事件發表意見，他引用聖經指，耶穌就好像被宰殺的羔羊般，默默無聲。民主黨香港立法會議員劉慧卿指責他不應如此批評有理想的學生，認為其言論像發晦氣。[75][76][77]
- 7月9日：
  - 立法會政府帳目委員會對盛事基金的聆訊並公佈報告，批評商務及經濟發展局及轄下的旅遊事務署監管不力，對兩個部門表示「極度遺憾」。不過報告並未點名批評涉事的龍獅節籌委會召集人陳鑑林及盛事基金評委會主席林健鋒，委員會主席石禮謙否認有「放生」兩名涉及事件的香港立法會議員，表示最主要問題是政府監管不力[78]。民建聯陳鑑林回應時反指盛事基金要提交薪酬紀錄的要求不合理，指盛事基金是鼓勵創造盛事，並非創造就業，他否認被「放生」，另一個涉事的香港立法會議員經民聯林健鋒稱會按報告的建議改善委員會及更嚴謹處理工作。商經局表示會考慮增加稽查。[79]
  - 立法會調查前廉政專員湯顯明涉貪的專責委員會發表報告，認為湯顯明無恰當履行公職，令廉署聲譽蒙污。[80]委員會內全部五名泛民委員不認同報告結論，拒絕簽名承認報告，批評報告沒有譴責湯顯明豪花公帑的行為，並自行發表報告對湯的多宗罪狀予以「最強烈譴責」，同時提出更詳細、具體的改善建議。[81]
- 7月14日，香港中學文憑考試放榜，考評局表示，今年有12名考生考獲7科5**，分別是7男5女，比去年多3名。[82]今年有兩萬六千名考生考到入大學的最低要求，但資助大學學位只得一萬五千多個，平均2.22人爭一席，超過一萬名成績合乎資格的考生無法升讀大學。[83]學民思潮發言人周庭考獲22分（考獲22分或以上升讀香港資助學士學位課程機會較大[84]），召集人黃之鋒表示考獲入大學最低要求。他們認為參加社運不影響成績。[85]
- 7月15日，行政長官梁振英向全國人大常委會提交政改諮詢報告，啟動政改首部曲，報告指出社會普遍認同，要在基本法和人大決定上落實普選特首，提名委員會的提名權不應被削弱，「不少」香港市民支持公民提名，而特首人選應該愛國愛港。報告又指出，提委會提名程序應是少數服從多數。至於2016年的立法會選舉，報告則稱毋須修改[86][87]。建制派認為諮詢報告全面歸納意見，亦認同當中要點及主流分析，泛民則批評報告無視民間投票及七一遊行爭取普選爭取公民提名的聲音。[88]
- 7月16日，經過兩個月調查後，由六名港鐵獨立董事組成的調查委員會發表高鐵工程延誤的調查報告，批評工程總監周大滄及行政總裁韋達誠判斷力欠佳，未有及早向董事局匯報工程延誤，至少錯失四次報告延誤的機會。同一時間，港鐵宣布與韋達誠提早完約，他會提早於8月15日離任。港鐵主席錢果豐強調，公司在工程上跟足程序，若涉及超支應由政府承擔，但政府可向法庭提出要求港鐵賠償。[89][90]
- 7月19日，保普選反佔中大聯盟開始為期一個月的收集簽名行動，反對佔領中環。大聯盟在港九新界400多個地點設置街站，讓市民簽名。參與簽名的市民來到街站，要在表格上填寫身份證頭幾個號碼，義工再簡單核對市民的身份證，首日聲稱共收到超過20萬個簽名。[91][92]
- 7月22日：
  - 多份報章以頭版報道黎智英兩年捐出四千萬予泛民政黨及一些智庫人士，左報更指黎智英勾結外國勢力。黎智英在網站承認，曾經向多個泛民團體捐款，但指捐款全部屬於自己，並非受外國勢力資助，又形容泛民很慘，是本著自己能力去推動、去做社會有益的事。[93][94]
  - 港鐵西鐵綫兆康站及南昌站發生信號故障，經過這兩個站列車都要慢駛，全綫服務受阻，紅磡往天水圍要每8分鐘一班列車，天水圍往屯門每12分鐘一班。直至晚上約十一時，全綫服務才恢復正常。港鐵解釋指由於閃電影響，引致信號系統故障，要更換底板，以至服務受阻六個半小時。[95][96]
  - 九龍東觀塘和樂邨發生倫常暴力命案，一對兄弟因為金錢問題在家打架，其中一人死亡，警方列作謀殺案處理，拘捕39歲的兄長[97]。據報死者因向母親索錢不果，憤然把風扇擲向母親，因而嘈醒疑兇，他為保護母親而錯手打死胞弟。[98]
- 7月24日，食物安全中心證實，一直否認有使用上海福喜食材的香港麥當勞，早於2013年7月已有進口170公噸上海福喜的吉列豬塊及脆辣雞腿，並已全部售出。麥當勞發聲明為發放訊息混亂致歉，聲稱翻查紀錄才知曾兩次進口上海福喜食材，表示已終止與上海福喜合作，晚上宣布暫停供應麥樂雞、脆辣雞腿飽、粟米杯、凍檸檬茶及兩款沙律。[99][100]
- 7月25日，政改民意關注組與政務司司長林鄭月娥會面。[101]
- 7月26日，網上媒體主場新聞宣布結業，創辦人蔡東豪在網站公佈消息，表示現時社會瀰漫一片白色恐怖，令他感到恐懼及困擾，加上市場扭曲，廣告與影響力不成比例，收支未能平衡。[102][103]

### 8月
- 8月5日，港九拯溺員工會今天發起罷工，抗議人手長期不足，康文署表示摩理臣山游泳池、深水埗公園游泳池、斧山道游泳池、屯門西北游泳池及城門谷游泳池5個泳池服務受影響。工會亦在康文署位於沙田的總部示威，要求增加人手及改善待遇。大會表示，有350名救生員出席，部分人士同時參與罷工。[104][105]
- 8月6日：
  - 明報揭露地政總署助理署長林嘉芬兩年前在政府檢討元朗錦田土地規劃時與丈夫聯名斥資1,880萬元，買入發展範圍毗鄰一幅逾8萬平方呎農地。她在農地耕種時拒絕接受無綫電視的訪問，並在鏡頭外否認涉利益衝突。地政總署指林嘉芬有申報，沒有違規，但會檢視是否需要優化申報機制。[106]
  - 何文田邨早上發生罕見的氣槍傷人事件，一名83歲老翁於常樂街晨運期間，被鉛彈射入肺部，停留左上胸肩胛骨位置，送院後一度性命垂危，大批荷槍實彈警員上樓逐層搜查，拘捕一名涉嫌行兇的保安員，並在單位內撿獲9支長短氣槍及大批鉛彈。[107]
- 8月10日：
  - 元朗新田一個雞場被揭發有大量雞隻異常死亡，有超過1000隻雞死亡。漁農自然護理署檢測後證實雞隻並非感染禽流感病毒，負責人稱雞場曾經停電，令環境翳焗，雞隻可能焗病後死亡。[108][109]
  - 本港出現首宗懷疑感染伊波拉病毒個案，一名32歲尼日利亞男子於8月7日由尼日利亞經杜拜抵港，曾入住重慶大廈的賓館，其後出現腹瀉及嘔吐的徵狀，沒有發燒，中午到伊利沙伯醫院急症室求診。醫院管理局一度列為懷疑個案，下午將病人轉送瑪嘉烈醫院傳染病中心隔離，其樣本被送往衞生防護中心化驗，最後證實對伊波拉病毒呈陰性。[110]
- 8月11日：
  - 聯合醫院發生嚴重醫療事故，病理部一名醫生去年10月開始，錯誤分析118份化驗報告，導致有癌症病人延遲多月才確診及治療。院方已聯絡受影響病人，強調沒有病人因而死亡。涉事醫生已被停職，院方會成立獨立委員會調查事件。[111]
  - 港鐵指工程延誤兩年的高鐵造價已升至715億元，比原本造價上升一成，超支65億元。有議員質疑港鐵公佈的高鐵超支金額明顯屬低估。政府表示仍需確定港鐵的估算基礎，已經要求港鐵提供詳盡資料及理據。[112]
- 8月14日：

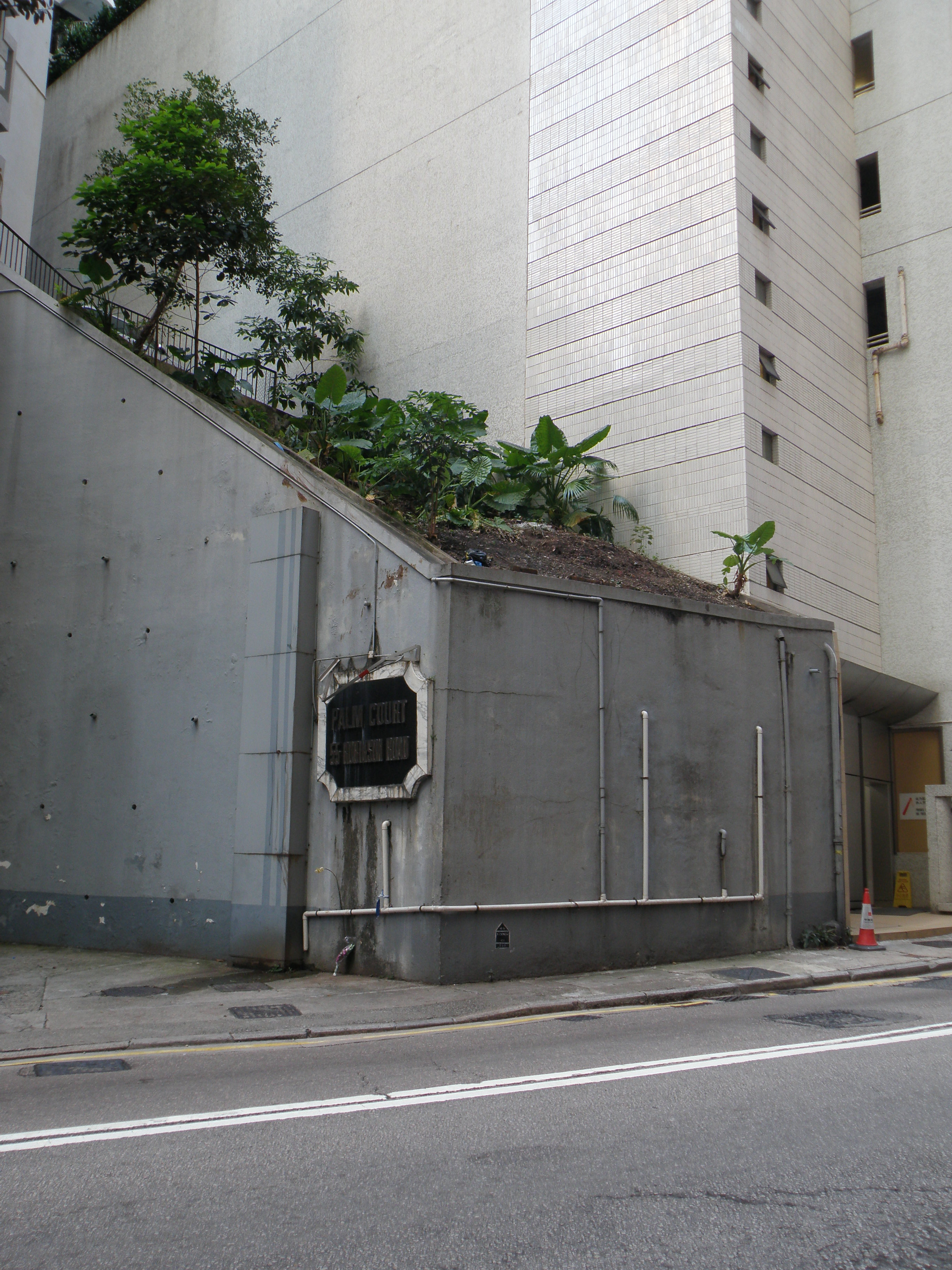
塌樹壓斃途人的位置

- - 港島半山區羅便臣道一棵約15米高的印度橡樹，疑受真菌感染樹根腐爛突然倒塌，壓住一個正在等小巴的37歲孕婦，送院搶救後證實不治，為香港自2008年起第4次（每隔2年發生一次）的塌樹壓死人事故。瑪麗醫院立即替她剖腹取出胎兒，男嬰一度已失去心跳，但被醫生及時救回，情況一度危殆。[113]
  - 香港律師會召開特別會員大會，通過三項動議，包括對會長林新強的不信任動議，要求林新強收回對國務院白皮書的言論，以及促請律師會發表聲明捍衛本港司法獨立。[114]
- 8月17日，港島舉行反佔中遊行，大會估計19萬人參與，警方則指人數為11萬，香港大學民意研究計劃調查顯示僅7.9至8.8萬。[115]多間傳媒揭發有參與大遊行的社團聯會向參與者提供膳食、送禮、以旅遊巴接送到維園，甚至派發金錢[116][117][118][119][120]。大聯盟發言人周融指會剔除涉嫌派錢的團體遊行人數，另一發言人吳秋北批評報道片段移花接木，涉事的香港青年聲稱會向報道的有線電視採取法律行動，有線新聞對此表示遺憾，並敦促大聯盟徹查事件。[121]
- 8月18日，荃灣川龍街89號南亞裔人命案。
- 8月20日，早上約9時50分，一隻啡黃色的中型唐狗突然闖入上水站南行線路軌，當時有乘客發現後即通知車站職員。有目擊者指出，車站職員曾暫停列車行駛，走入路軌嘗試驅趕唐狗，擾攘約6至7分鐘後，卻未能成功將唐狗帶離路軌，但車站職員卻重啟列車服務。最後該唐狗跑到粉嶺站路軌，遭一列當時駛入月台的城際直通車直接輾斃。多名目擊意外的乘客在網上發放事發圖片，質疑港鐵職員為何明知唐狗仍在路軌，仍然重啟列車服務。
其後有網民發起聯署，要求港鐵交代列車輾斃唐狗意外真相，有近9萬市民網上簽名要求港鐵解釋事件。到8月22日，有近100人響應網上號召，到位於九龍灣的港鐵總部大樓，抗議日前有狗隻在粉嶺站被列車輾斃。港鐵車務總監金澤培其後於記者會上為未能救狗道歉，並應要求向狗隻遺照獻花[122]，但仍然未有承認狗隻被列車撞死，亦沒有解釋為何控制中心施壓上水站於一分鐘內解決事件。九鐵車務員協會則發表聲明譴責公司高層未完成調查就向公眾道歉，堅持事件並非鐵路員工處理失當，認為此舉影響鐵路員工的專業形象和使前線員工受到壓力。[123]
- 8月27日凌晨3時許，觀塘翠屏南邨翠樂樓20樓發生奪命火警，一個住有一家五口的單位疑因客廳拖板負荷過度短路失火[124]，冒出大量濃煙，住客發現報警。消防員接報到場，開一條喉及出動一隊煙帽隊灌救，約20分鐘後將火救熄，冷氣機更燒至墜落街上。消防先後救出女戶主及兩男一女童，他們被煙薰黑，部份人已經昏迷，但33歲女戶主及兩男童送院搶救後不治[125]，另一8個月大女嬰則情況危殆[125]，延至8月30日不治[126]，而身為退休警員的男戶主則自行逃出並嘗試在走廊拖喉救火，大廈200多名居民則自行疏散。
- 8月29日：
  - 為配合填海工程，位於會議道、沿用46年的舊灣仔碼頭停用，翌日新灣仔渡輪碼頭投入服務。[127]
  - 晚上11時許，大埔大富街美心食品產品廠內外判燒焊工人在廠房地下的雜物回收房，維修外置回收斗時，疑火花燒着附近雜物，冒出濃煙，觸動廠房火警鐘大鳴，消防接報到場，開喉約廿分鐘後將火救熄。期間，近百名身穿白袍及戴髮帽的工人，自行疏散至安全地方。消防調查後，認為火警無可疑，雜物回收房部分焚毀。工人在火熄後返回廠房繼續工作。[128]
- 8月30日早上10時許，天水圍一個存放大量廢鐵及塑膠的回收場，發生三級大火，滾滾黑煙直沖半空，遠至屯門可見，回收場工人及附近村民緊急疏散，消防灌救近五小時始將大火救熄，無人受傷，起火原因有待調查。[129]
- 8月31日，全國人大常委會下午舉行全體會議，表決通過香港普選行政長官問題，以及2016年立法會產生辦法的決定，當中有關普選行政長官辦法列明了四項規定。決議列明要成立一個有廣泛代表性的提名委員會。人數、構成和委員產生辦法按照之前行政長官選舉規定，維持由四大界別比例組成1200人的提委會，並限定候選人為二至三名，每名候選人須獲提委會全體委員過半數支持方可入閘，2016年立法會產生方法則無須修改[130]。全國人大常委會副秘書長李飛促請香港泛民立法會議員不要否決政改方案，[131]，行政長官梁振英表示政府將盡快展開第二輪政改諮詢，明年首季向立法會提交審議表決，他又重申政改方案不獲通過會令特首選舉原地踏步[132]。23名泛民飯盒會議員批評中央提出高門檻的方案是欺騙香港市民，表明會否決政改方案[133]，和平佔中發起人戴耀廷直言對話之路已經走盡，會聯同不同政黨、學界及民間團體推動遊行及罷課抗議。[134]

### 9月
- 9月3日：
  - 港鐵觀塘綫在早上繁忙時間服務嚴重受阻，早上6時45分港鐵控制中心發現鑽石山站至黃大仙站出現訊號不穩定，隨後發現接近鑽石山站的管道內有路軌出現垂直裂縫，維修人員以鐵鉗夾住損毀裂縫繼續行車，列車需改為人手操作慢駛，港鐵聲稱由鑽石山至黃大仙的行車時間增加5分鐘，但整條觀塘綫行車時間至少增加20分鐘，事發時正值上班高峯時段，約16萬市民受到影響。觀塘綫沿線各站的月台擠滿乘客，部分車站包括觀塘站、太子站及鑽石山站一度要關閉入閘機控制人流，有乘客因人多焗促而感到不適。直至9時許全線服務回復正常，服務受阻逾兩小時。[135]
  - 早晨10時許，天水圍天耀邨耀逸樓24樓單位閉門失火，由火勢猛烈，火舌更波及樓上及樓下單位，消防出動2喉3煙帽隊，經2小時灌救後將火救熄，逾300街坊一度疏散暫避。火警中3個單位嚴重焚毀，上下3個樓層走廊及大廈外牆亦嚴重熏黑。而24樓首先起火的單位內更加是滿目瘡痍，全屋物品包括傢具以及房間間隔燒成黑炭，大門亦燒剩半截，惟放於近門位置神樓上的一尊笑佛，則完好無缺，仍然潔白亮麗。[136]
- 9月5日，內地活家禽供應暫停七個月後正式恢復供港，首批約6800隻進口活雞運抵長沙灣臨時家禽批發市場，食物及衞生局發言人稱所有活禽在內地已通過禽流感基因檢測和血清學測試，並獲得內地相關檢驗檢疫部門發出衞生證明。[137]
- 9月8日：
  - 保普選反佔中大聯盟發起反罷課行動，設立熱線呼籲市民舉報鼓勵學生罷課及佔中的學校。大聯盟成員周融在記者會上稱，若熱線接獲兩個或以上的獨立舉報，會把學生資料轉交所屬學校、家教會及教育局，並考慮公佈所屬學校名稱[138]。及後大聯盟聲稱不斷有人致電熱線騷擾，聲稱會報警處理，但有律師指出熱線公開予公眾撥打，不同的人致電達反對意見的行為難以構成滋擾。[139]
  - 亞洲電視取得首屆香港超級足球聯賽的獨家播映權，香港足球總會聯同九間球會代表經討論及投票表決後達成共識，足總及球會合共向亞視支付約300萬元，亞視承諾播放最少20場賽事每隊最少直播一場，亦可按球會要求額外收費增加直播場次；賽事主要安排在本港台及國際台播映，亦會在網上直播，其餘賽事亦會錄播，也會製作本地足球節目，亦會與球會「五五對分」直播賽事的廣告收益。[140]
- 9月9日：
  - 佔領中環行動發起剃頭行動，不滿全國人大常委會就本港政改落閘，認為香港已沒有機會有真普選，剃頭是代表「退無可退」。佔中三子戴耀廷、陳健民、朱耀明、民主黨前主席楊森、立法會議員胡志偉、插畫家尊子、公民黨陳淑莊，以及40名中學生參與是次剃頭行動。[141]
  - 港九拯溺員工會再發動救生員罷工行動，聲稱有逾千人參加。多個泳灘及泳池服務受影響。康文署宣布因當值救生員不足，十三個泳灘要懸掛紅旗，呼籲泳客切勿下水，九個泳池要全面關閉[142]。三百多名罷工的救生員齊集在尖東碼頭，部份人在維港游泳抗議，要求政府將救生員脫離技工職系，解決人手不足問題，立法會議員李卓人及梁國雄亦有下水支持行動。他們用了約一小時游到終點香港文化中心，其後再遊行到九龍公園集會。[143]
- 9月10日，港鐵就市值200多億的大圍站上蓋發展項目招收發展意向書，並於9月15日截止。[144]
- 9月11日晚上約9時09分，沙田、大圍及馬鞍山多幢大廈發生電力故障，名城、雲疊花園、沙田中心、富豪花園、欣廷軒及美田邨等多個屋苑發生大停電，部份大廈整棟「熄燈」，消防處於1小時內在沙田、馬鞍山、大圍等地區接獲至少20多宗困升降機事故，無人受傷。[145]
- 9月12日，地溝油風波揭發香港產工業用豬油疑扮食用油，警方重案組接手調查，凌晨開始先後在元朗、大角嘴、荃灣、大埔及屯門等5區展開大搜捕，調查豬油廠、公證行及貿易公司，帶走油樣本、電腦及多箱文件，暫拘捕3人，包括涉嫌擅改交易文件的貿易公司金寶運董事、涉協助修改文件的「英匯公証行」負責人及秘書，涉嫌串謀詐騙及行使假文件。[146]
- 9月12日，屯門新墟村殺妻案。
- 9月13日，香港史上最高獎金的六合彩攪珠，頭獎高達1.5億元。市民為了中頭獎，不少馬會投注站擠滿人龍，馬會為應付人流，甚至要加開櫃位應付。[147]
- 9月15日：
  - 北區醫院中午發生槍擊案，疑犯在上水一間餐廳割傷手腕，由警員押送往醫院急症室治療時，企圖搶走一名34歲警員的左輪佩槍，糾纏期間，警槍連開六槍，射向急症室牆壁，這名軍裝警員右前臂中槍，疑犯其後被制服。醫管局表示，事件中有兩名警員和一名病人服務助理受傷，治理後已出院，局方將全面配合警方調查，並已派出臨床心理學家和心理輔導員，為受傷的醫護人員提供危機處理服務及心理輔導。[148]
  - 颱風海鷗襲港，天文台在下午12時40分發出三號強風信號，隨後在晚上10時半發出八號東南烈風或暴風信號，生效共12小時10分，是自1985年颱風哈爾懸掛八號風球達15小時45分鐘後，至今另一最長烈風警告記錄[149]，亦是自1960年有記錄至今距離香港最遠而需發出的八號信號（距港370公里）[149]，同時天文台也罕有地在風暴距港800公里警戒範圍外便發出一號戒備信號（當時距港850公里），成為歷來第二遠的一號信號（歷來最遠為1987年超強颱風林茵的距港880公里，後來被2018年超強颱風山竹的1110公里打破）[149]。颱風導致29人受傷[149]，襲港期間當局一共收到128宗塌樹報告，杏花邨及鯉魚門更出現海水倒灌[150]，東鐵線太和站路軌旁有大樹倒塌危險，列車服務一度受阻。[151]
- 9月16日，電視廣播有限公司宣布裁減約五十個職位，主要來自非戲劇製作分部、節目發展分部、製作統籌部及品牌傳播科，集團總經理李寶安下午發信息給員工表示，本港零售業銷售額下跌影響廣告收入增長，收費電視業務受盜版行為影響，而未來新免費電視持牌人的加入亦加劇競爭，令成本上升，因此有需要提升效率，重整運作模式及節目資源。[152]
- 9月17日，政府公布鐵路發展策略藍圖，建議未來興建7條新鐵路，包括首次提出的東九龍線，由現時鑽石山站經彩雲、順天、秀茂坪、寶達4個新站，最後接駁寶琳站，同時亦提議興建南港島綫西段、北港島線、北環線及東涌西站，又建議在西鐵線增加洪水橋站，並且向南延伸至屯門碼頭，合共造價估計高達1100億。至於小西灣支線、港深機場鐵路以及屯門至荃灣鐵路，政府因經濟效益及技術問題而剔出藍圖之內。[153]
- 9月18日，康文署拒絕民間人權陣線申請維園中央草坪作十一遊行起點，署方聲稱已有團體獲批在維園六個足球場舉行大型活動，加上民陣申請集會人數遠超中央草坪可容納人數，所以拒絕申請。民陣召集人楊政賢質疑康文署拒讓民陣與其他團體共用維園有政治考慮 的因素[154]。康文署反建議民陣改於10月2日舉行集會。民陣指會集中10月1日行動，會啟動應變方案。[155]
- 9月19日，蘋果公司新款智能手機iPhone 6發售，成功預訂的買家可取機。香港三間蘋果零售店都出現排隊購機的人潮，又一城以及銅鑼灣店外有賣家即場收購炒賣，8千多元的金色型號轉手賺超過一倍，亦有內地人專程來港收購。[156]
- 9月20日，第108期六合彩攪珠發生罕見意外，49個號碼球無法掉進攪珠機內進行攪珠，主持人不斷重申攪珠機發生故障，工作人員趕急搬出後備攪珠機，經兩位監場嘉賓檢查後重新攪珠，事件擾攘約10分鐘[157]。馬會表示事件對攪珠結果沒有造成任何影響，又形容事故罕見。[158]

- 9月22日：

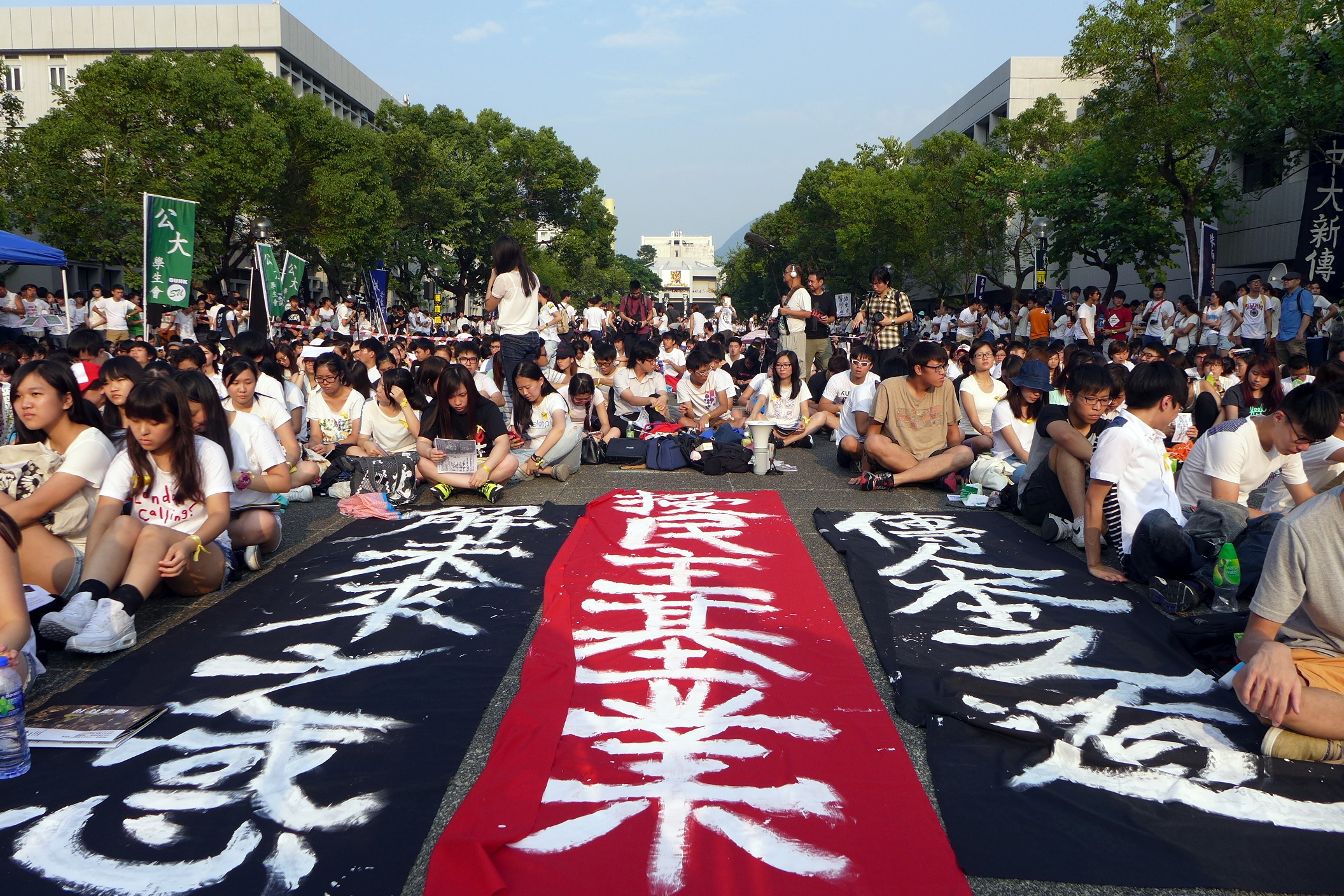
9月22日有13,000人齊集中大百萬大道，出席大專罷課啟動集會，被視為是香港史上最大規模的大專學生罷課

  - 早上11時許，一名年約19歲男學生持開山刀和生果刀闖入位於荃灣的有線電視大樓，因疑不滿終止有線寬頻服務後仍被追收600元欠款，聲稱要找有線電視主席吳天海，保安拒絕他進入，該男子斬傷保安員的手和頭部，再闖入大廈二、三樓梯間；另外兩人嘗試制服兇徒時亦受輕傷。男學生用刀指胸與警對峙，約半小時後被警方勸服棄械投降，並將疑犯拘捕，由救護車送院。有線電視就發表聲明，事件深表震驚。聲明說，由於警方仍在調查案件，不便猜測事件原因。公司會就事件，檢討及加強保安。[159]
  - 學聯啟動大專罷課集會，首天於香港中文大學百萬大道舉行。學聯秘書長周永康在集會上宣讀罷課誓言，舉出近年香港社會重要事件，包括港鐵加價、新界東北發展、香港電視申請免牌電視牌照被否決、新聞自由被蔑視、劉進圖被血斬六刀等，他指一旦人大常委提出的政改方案獲通過，港府繼續聽命於中央及財閥，這些事情只會繼續發生，故此，學生退無可退，必須守護香港。學聯宣布，截至下午4時，已有25間大專院校，13,000人齊集中大百萬大道，出席大專罷課啟動集會，超越2012年的反國教科8000人集會規模。[160]

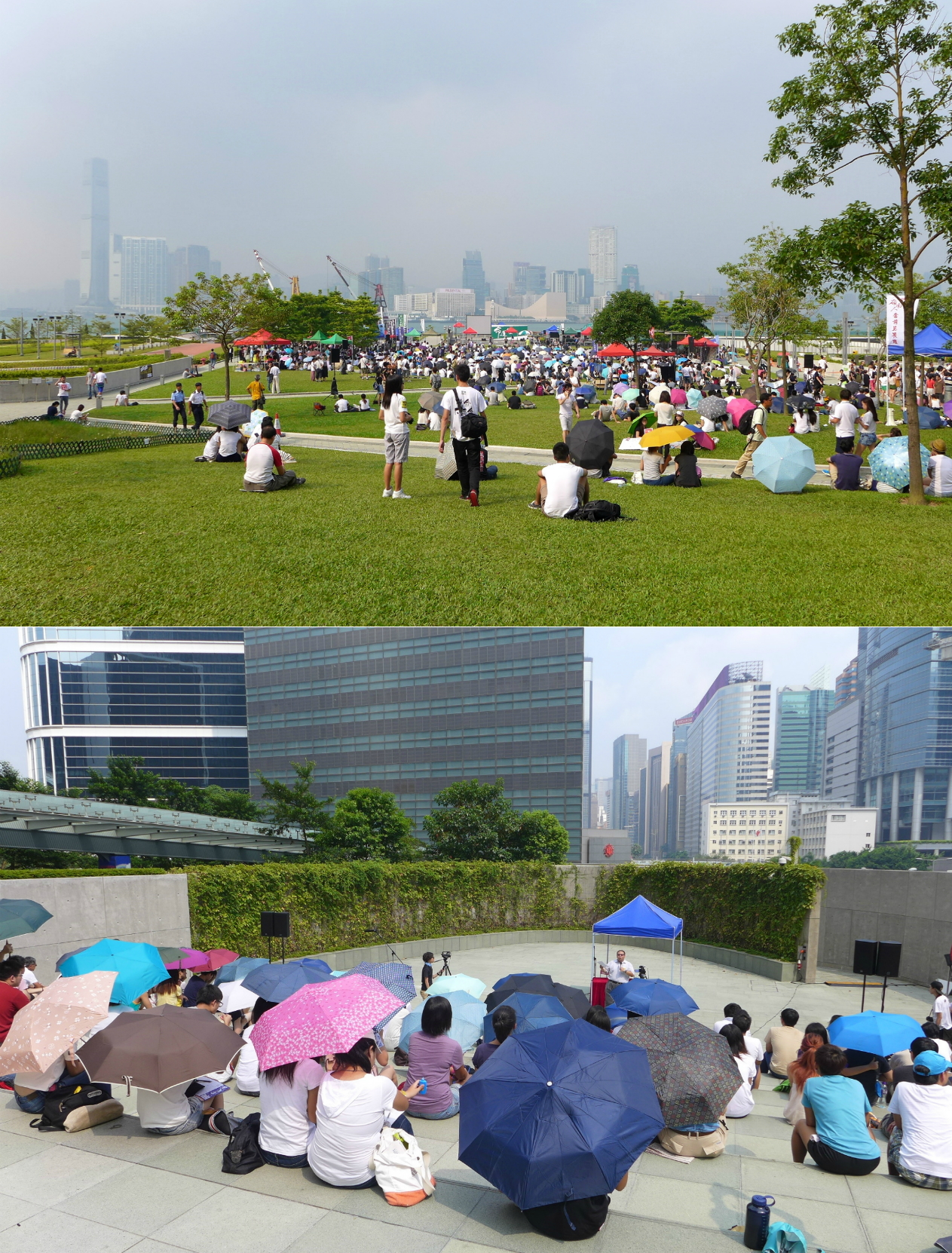
9月23日至25日的的學界罷課，移師金鐘添馬公園舉行

- 9月23日，為期一周的學界罷課，移師金鐘添馬公園舉行，學聯早上會圍堵特首辦，要求特首梁振英當面回應學界訴求。學聯表明，若政府沒有回應，就會將行動升級。大學學者關信基、黃偉國、周保松等則在早上10時開始，輪流在添馬公園舉行「公民講堂」學生。
- 9月24日，砵蘭街茶餐廳殺兄案。
- 9月25日：
  - 學聯晚上九時發動未經申請的遊行 ，由添馬公園前往香港禮賓府示威，不斷有市民沿途加入，合共約4,000名學生及市民包圍禮賓府「緝拿」梁振英。警方拒讓學聯到禮賓府正門示威，示威耆不滿梁振英拒絕與學生直接對話，約千人決定通宵留守上亞厘畢道，呼籲市民早上到場聲援。[161]
  - 沙田崇真中學一名中六學生早上在大圍站外宣傳罷課時被襲擊，打崩一隻門牙，需要送院治理，該名學生當時正在站外開設街站，用擴音器宣傳罷課，一名約六十歲的男子突然上前施襲。警方暫時列作普通襲擊案處理，暫時未拘捕任何人。[162]
- 9月26日：
  - 政府展開廣播處長職位的公開招聘及內部聘任工作，並在報章刊登招聘廣告，月薪19.14萬元，任期3年。港台節目製作人員工會發聲明指出，政府在招聘處長事宜黑箱作業，是想找「聽話」人選或空降政務官，打壓港台編輯自主。[163]
  - 中原城市領先指數八大指數中，有五個均刷歷史新高。其中新界西更連續3周破歷史高位，並首破110點，按周升1.44%，高見110.99點。而CCL Mass及CCL（中小型單位）亦齊創新高，分別報128.06點及126.2點，按周升0.43%及0.55%。[164]
  - 學民思潮發起中學生罷課一天，在政府總部對開的添美道集會，抗議人大常委會就普選設限。學民思潮表示有三千人參與，其中一半人身穿校服，亦有家長陪同子女一同罷課。參與集會的學生坐滿政總對開一段行人路。下午放學後陸續有更多學生參與集會，人群坐到中信大廈對出的行人路。[165]
  - 發起罷課的學聯及學民思潮，晚上在立法會外添美道集會後，約100名集會人士晚上十時半前，衝入政府總部的公民廣場，有學生爬過圍欄，推開鐵馬，場面混亂，大批警員到場增援，有人拉扯廣場內包圍旗桿的鐵欄，情況混亂，警方帶走部分闖入廣場的人，並發射胡椒噴霧，制服部份學生，期間警方施放胡椒噴霧，有學生被胡椒噴霧噴中。另外，在通往海富中心的天橋，有市民指罵警員可恥，要求警方撤退。多名警員其後離開。較早前，當集會人士闖入廣場後，警方展示紅色警告標語，要求他們停止衝擊，否則使用武力。至少有四人受傷，坐上擔架床再由救護車送院，當中至少一人是集會人士，另一名警員就肩膊受傷。學聯表示，有七名常委在政府總部廣場內，包括秘書長周永康，並聲稱有200人在廣場內，送院的學生是心臟病發。學民思潮表示，學民思潮召集人黃之鋒被帶上手銬，由警員帶走[166]。亞洲電視一名男記者採訪時被警員「叉頸」襲擊，亞視新聞部表示極度遺憾，記協強烈譴責警方使用武力及阻撓記者採訪，要求警方交代及尊重採訪權。[167]
- 9月27日

- - 凌晨約12時45分，大批警員包圍位處公民廣場中央位置的約100多名示威者，並開始清場。警方先容許示威者提供身分證資料後自行離去，並陸續抬走拒絕離開的示威者。[168]
凌晨1時20分，警方在沒有衝擊下向示威者施放胡椒噴霧，被射中者包括中學生。其後廣場被包圍現場有女士需要上廁所，但警方拒絕放行。而學民代表要求換女警察亦被拒。[169]
下午1時30分，警方在政府總部東翼前地採取清場行動，共拘捕61人，包括48男13女，年齡介乎17至58歲，他們干犯的罪行包括強行進入政府建築物及非法集結，其中一名27歲被捕男子亦涉嫌藏有攻擊性武器。所有被捕人士被扣留在黃竹坑警察學院[170]。警方重申在添美道政府總部附近的集會是非法集會，並勸喻市民尤其是學生及未成年人士切勿參加非法集會。[171]公民黨黨魁梁家傑下午在政總外的台上宣讀泛民聲明，批評警方昨晚使用不必要的過份武力對付學生和市民，促請政府釋放所有學生[172]。基本法委員會副主任梁愛詩不認為警方使用過度武力對待示威者，又表示學生未能與行政長官梁振英對話並非衝擊的理由。[173]
晚上7時30分，帶長盾牌的防暴警察在中信大廈外用鐵馬推開市民，同時封鎖中信大廈出口及統一中心天橋，天橋上市民站在防暴警一字排開前舉起雙手，警方迅速拘捕[174]。大會指警方已向添美道集人發出不反對通知書，時限至晚上11時，質疑警方違反協議。[175]
晚上9時48分，添美道面對警方舉紅牌警告，市民高呼開路，同時仍有大批市民源源不絕到達政府總部，市民沿海富中心天橋前往政總，在下橋電梯與警方對峙，要求警察開路。警方重新佈防，現場極度混亂，添美道、演藝道、海富中心天橋等多處均起衝突。
晚上10時20分，在演藝道馬路，市民呼籲群眾坐下，阻止重開行車線及警車駛入。但警車強行駛入，群眾衝到車頭前阻止，警方築成人鍊讓警車通過，場面一度混亂。警方更舉起黃旗，市民雙手舉起，雙方對峙。
晚上11時58分，黃之鋒、周永康、岑敖暉三人未獲釋，警方已搜查黃之鋒住宅帶走其電腦，亦將搜查周永康、岑敖暉二人住宅。[176]
- 9月28日：

- - 凌晨一點半，身處政府總部對出添美道的佔中運動發起人之一戴耀廷宣佈即時啟動「佔領中環」，並以集會人士聚集的政府總部開始佔領，標誌着這個宣傳長達一年零八個月的運動正式揭開序幕。佔中兩點訴求包括立即撤回8月31日人大常委會就香港政改的決定及馬上重新啟動政改諮詢。[177]原本在場參加集會的市民，對戴耀廷宣佈啟動佔中運動，有不同看法。贊成者指既然已有這麼多人齊集，發動佔中是好時機。但亦有人認為，學生本來是罷課，但集會變調，感覺被騎劫。[178]
  - 集會人士打算運送十箱音響器材到主台，但在龍滙道被警方扣起，警方指器材用作非法集會，不能放行，雙方發生激烈爭拗。數名泛民立法會議員包括劉慧卿、何俊仁、張超雄及真普聯召集人鄭宇碩前來交涉，但被便衣探員以涉嫌阻差辦公拘捕，帶返警署調查。[179]
  - 中午陸續有更多人湧到添美道附近示威，要求警方釋放學生。由於警方封鎖附近多條天橋和街道，大批市民滯留金鐘站、海富中心、紅棉路、龍匯道、告士打道、分域碼頭街一帶，市民高呼要求警方開路。直至下午4時半示威者突破警方防線，成功佔領夏慤道，人潮向東伸延至演藝學院對開告士打道，西至紅棉路。警方其後多次向示威者施放滅火筒式胡椒噴霧。於5時58分，警方向現場示威者舉起紅色警告牌，防暴警察隨即在金鐘道天橋及干諾道中等合共9個不同地點發射共87枚催淚彈驅散示威者，示威者緊急撤退至添馬公園，當煙霧散去後示威者再次集結，同時亦觸發更多市民上街聲援示威人士。[180]
  - 晚上7時許，港鐵稱受公眾活動影響及配合警方行動，荃灣線和港島線列車將不停金鐘站，乘客需要在中環站轉車。新巴城巴合共77條路綫因應封路需要改道甚至停駛；九巴21條過海線改道不經金鐘及中環，8條路線暫停暫停服務。[181]
  - 學民思潮召集人黃之鋒獲高等法院批出人身保護令，晚上八時半離開中區法院獲釋。法官指警方羈留黃之鋒合法，但羈留時間不合理地長，所以要批出人身保護令，警方要即時釋放黃之鋒。[182]
  - 入夜後警方全面封鎖金鐘一帶的道路，示威者改到中環及灣仔繼續行動。晚上約10時，警方在干諾道中舊立法會大樓及大會堂對開再次施放催淚彈，驅趕佔據馬路的示威者，部分人疏散至遮打花園。有持盾牌的警員築起人鏈，向示威者推進。[183]
  - 香港專上學生聯會表示由於有消息指警方曾經開槍，緊急呼籲參與佔領行動的市民全面撤離，要求警方讓示威者安全離開。[184]
- 9月29日：
  - 逾萬名市民晚上分別湧到銅鑼灣及旺角，成功堵塞兩區的主要交通幹道。銅鑼灣示威區在崇光百貨對出的軒尼詩道靜坐，並旺角示威區則在彌敦道及亞皆老街交界、匯豐銀行旺角分行附近。部份示威者早已準備好面罩及保鮮紙保護自己，對警方清場做好心理準備，示威者亦迅速建立物資中心，向現場集會人士補給物資。另外，過千名中大學生深夜在百萬大道開會，決議通過無限期罷課，要求行政長官梁振英及政改三人組下台、要求公民提名，以及撤回人大常委的決定。[185]
  - 教育局宣布由於灣仔及中西區一帶的公共交通將會受佔中影響，考慮到學生的上課安全，宣布這兩區的所有學校停課一天，其他地區的學生如因交通問題未能上學，校方應該酌情處理。局方又提醒家長切勿讓子女參與可能違法的集會或活動。[186]
  - 康文署表示基於公共交通安排及安全考慮，決定取消10月1日舉行的「國慶煙花匯演」。[187]
- 9月30日：
  - 發展局長陳茂波及妻子許步明，被指3 年前在5 封電郵及一份文件誹謗漢基國際學校校董盧光漢，及指盧兩名當時在該校就讀的龍鳳胎子女作弊。陪審團裁定陳氏夫婦發出的所有電郵及文件均屬誹謗，其中3封電郵及一份文件更屬惡意誹謗，裁定夫婦須向盧氏一方賠償23萬元。[188]
  - 政府宣布，本港外傭的「規定最低工資」將由每月4010元調高100元至4110元，增幅2.5%。[189]
  - 凌晨近兩時，一輛灰色房車突然沿亞皆老街高速衝向在旺角示威人群，示威者立即散開。司機繼續踩油，還輾過地上的雜物，有示威者試圖追截但不成功。該司機事後說自己是合法使用道路，警方後來以危險駕駛將他拘捕。 [190]

### 10月
- 10月1日：
  - 逾百名示威人士在尖沙咀廣東道聚集，他們以鐵馬、巴士站牌、垃圾筒堵塞車路，兩旁的名店需要暫停營業。示威者表示，希望透過堵塞旅遊點可以令政府盡快回應。[191]
  - 北角警署一名50歲休班外籍總督察在警署內吞槍自殺身亡。凌晨約2時40分，有警員發現死者倒斃於其辦公室內，救護員到場後證實死亡，死者太陽穴有槍傷。現場發現死者留有字條，但警方未有透露內容。案件正由港島總區重案組調查，警方指死者並無參與任何佔中指揮行動，事件原因仍在調查。[192]
  - 一批學民思潮成員及示威者，包括黃之鋒及黎汶洛等，到金紫荊廣場出席升旗儀式，在儀式舉行時背向旗桿，默站抗議，並用雙手做出交叉手勢，要求梁振英下台，以及人大常委撤回決定。部份示威者沒有進入升旗禮會場，而在外面會議道喝倒采。[193]
  - 政府在升旗禮完結後於會展舉行國慶酒會，社民連梁國雄在梁振英致辭時高叫「梁振英下台」等口號，遭保安逐離會場。南區區議員司馬文則戴上黃絲帶，並在場內打開黃雨傘，抗議警方早前施放催淚彈驅散示威者。梁振英致詞時稱，明白不同人有不同的政改理想方案，並強調有普選一定比無普選好，呼籲各界繼續以和平、合法和理性做好後續的諮詢。[194]
- 10月2日：
  - 凌晨一批示威者堵塞政府總部外圍的龍和道及添華道，與警方在特首辦門外對峙。警方分別以有運送食物、警員不適及換班為由，要求示威者開路，讓出通道後示威人士發現警方偷運大量裝備入特首辦，包括胡椒噴霧、橡膠子彈及催淚彈等。其後警方高層向傳媒承認有運送相關武器，又強調若示威者衝擊特首辦防線，警方一定使用有關器械應付示威者。[195]
  - 大型黑客組織Anonymous揚言將駭入所有香港政府的網站，表示不滿香港警方動用鎮暴警察，胡椒噴霧及催淚彈對付手無寸鐵的示威者，宣佈開展一個代號為「Operation HongKong」的網絡戰，不排除入侵政府網路，公開機密資料或官員個人資料。政府新聞處回應指政府資訊系統目前運作正常，未出現異常情況，已要求各部門加強防衛，會密切監察情況，確保政府電腦系統正常運作，有需要時會採取即時行動。[196][197]
  - 行政長官梁振英午夜在香港禮賓府召開記者會，回應香港專上學生聯會的公開信，梁振英宣布接納學聯最新的要求，委派政務司司長林鄭月娥與學聯代表見面討論政改，梁振英亦表明不會辭職。[198]

- 10月3日：

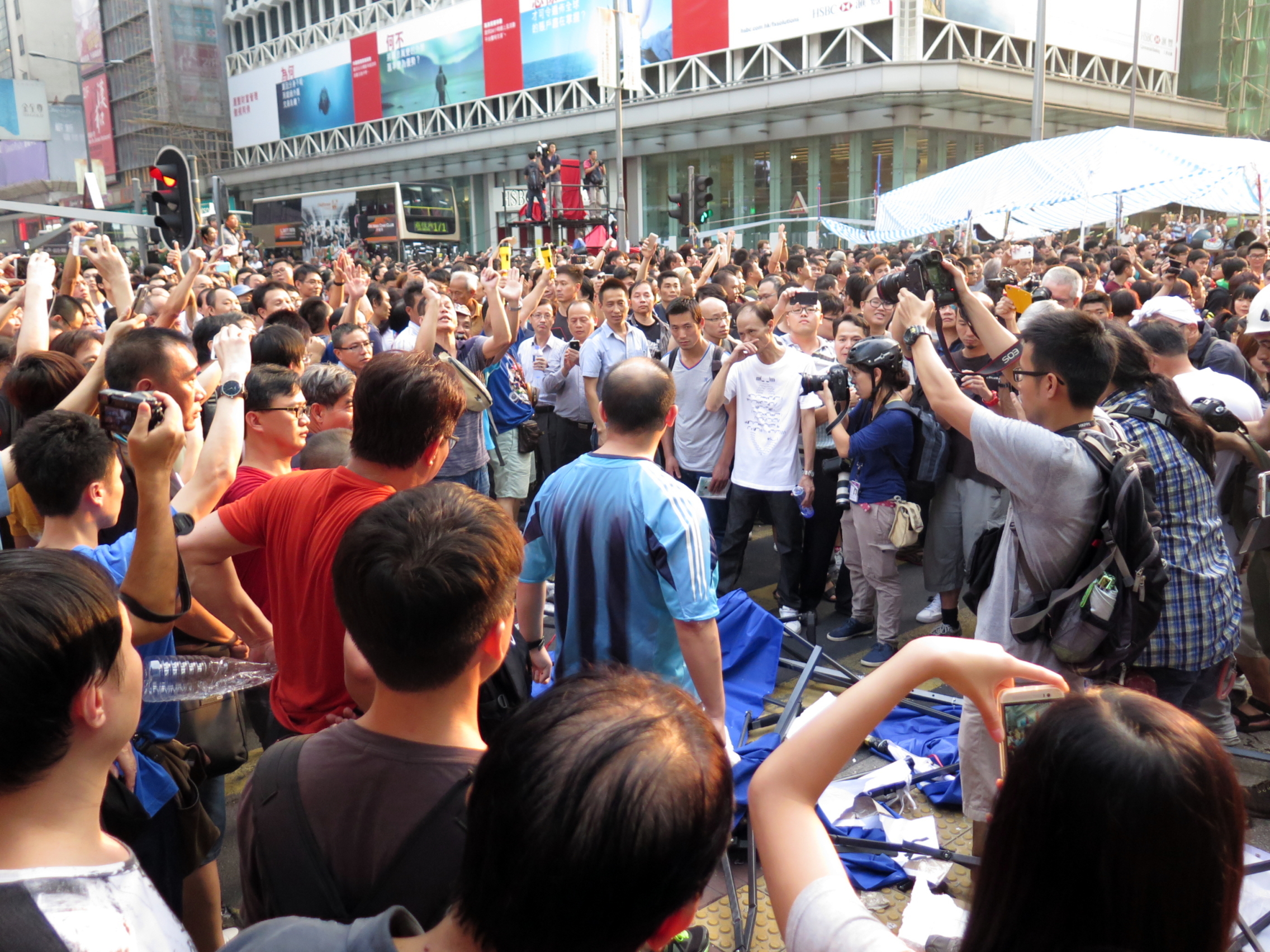
反佔中人士在旺角拆毁帳篷後熱烈鼓掌

  - 旺角、銅鑼灣兩處被一批反佔中人士衝擊。自中午起，大批反對集會的人士湧至旺角彌敦道與亞皆老街交界佔領點，強行拆除集會的帳篷及橫額，並包圍集會人士，當中有反佔中人士公然非禮女示威者。入夜後情況轉趨緊張，部分示威者需要警方護送下離開，不少集會人士被毆打至頭破血流，同時亦有大批下班市民趕往聲援進行反包圍。政府指旺角衝突中有32男5女受傷，當中包括多名學生。凌晨警方一度在旺角朗豪坊附近施放胡椒噴霧，驅散聚集民眾，場面一度混亂。[199][200]
  - 香港專上學生聯會發聲明譴責警方縱容有背景人士襲擊集會人士，決定擱置與政府對話。學聯指，政府日前表示願意與學生對話，如今卻失信於民，背信棄義，無理打壓佔領運動，與民為敵，做法與暴力清場無異。[201]
- 10月4日：
  - 旺角、銅鑼灣繼續受反佔中人士衝擊，香港電台兩名記者採訪時遇襲受傷，電視部記者麥嘉緯在旺角被一名身穿藍色衫反佔領人士揮拳襲擊，麥嘉緯左眼角受傷，眼鏡跌落地面，攝影機損毀；新聞部記者徐文傑凌晨在政總外的天橋採訪警方與示威者衝突時，懷疑被一名便衣警員從後以伸縮警棍打中腰部受傷，港台節目製作人員工會予以嚴厲譴責。[202]
  - 晚上金鐘政府總部外有逾10萬人集會，抗議警方縱容黑社會人士暴力襲擊和平集會人士，藝人黃耀明與何韻詩到場合唱佔中新歌《撐起雨傘》，該歌曲由林夕填詞，並由黃耀明、何韻詩、謝安琪、葉德嫻及周國賢等歌手合唱。[203]
- 10月5日：尖沙咀嘉芙中心黑幫斬人案。
- 10月6日：
  - 中西區及灣仔區中學今日復課，不少學生提早出門，有學生需要步行到學校，亦有學生因交通擠塞遲到。[204]
  - 下午大約2時，一名自稱來自北京清華大學的安徽26歲青年，到香港大學旁聽由《南華早報》資深編輯Cliff Buddle講授的課程，其間該名學生疑因聽不明英語，突然發難以普通話向洋講師咆哮，更用文件夾踢講師的胸口及起飛腳襲擊，講堂頓變暴力場，又大叫「在中國要說普通話，要愛國」。警員到場將涉案的大學生拘捕，講師則被送院治理，幸無大礙。香港大學確認，傷人男子並非大學的學生，並且保證會檢討位於薄扶林的校園的保安安排。[205]
  - 平機會歧視條例檢討諮詢原今日結束，但近日網上謠傳諮詢文件建議，讓未住滿七年的新來港人士享投票權等公民權利，觸發網民提交意見書，令其電腦伺服器不勝負荷「死機」。平機會澄清《基本法》已規定永久性居民才有投票權。鑑於市民反應熱烈，諮詢期延長至10月31日。[206]
  - 泛民主派決定向梁振英政府展開不合作運動，全面杯葛政府施政。泛民全數議員最後半小時加入兩個具法律效力、負責審批政府撥款的立法會人事編制和工務小組委員會，勢必能主導兩個委員會，料由梁繼昌和梁家傑委員會擔任主席。人民力量陳志全表示，以後會不斷提出點算人數，亦會不斷提問題、提修訂及臨時動議，只會放生民生項目。[207]

- 10月7日：

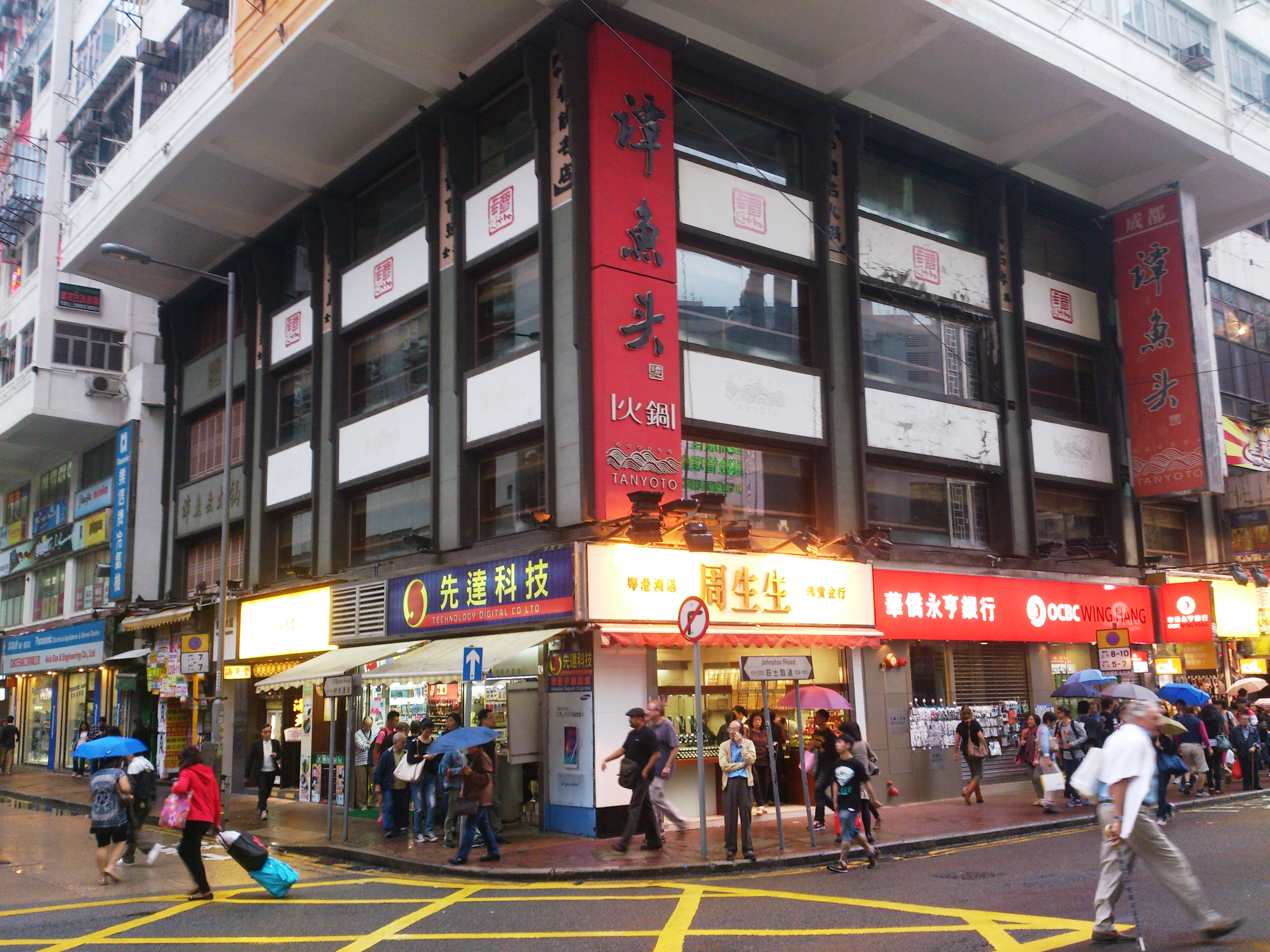
已結業的譚魚頭灣仔分店

  - 灣仔和中西區的小學及特殊學校今日復課，有家長提早一小時出門，擔心交通擠塞。另外有學校考慮調整課程，以追上停課的進度。[208]
  - 火鍋連鎖店譚魚頭全線結業，僅剩的灣仔分店突然關門，大閘貼有暫停營業告示，數十名員工接獲結業通知後，昨到勞工處追討欠薪及代通知金。勞工處事後聯絡僱主跟進及為受影響員工提供協助。[209]
  - 港大民意研究計劃調查顯示，港人對新聞傳媒的整體公信力評分創8年新低。近半數市民認為，香港的新聞傳媒有自我審查，特別在批評中央政府時有所顧忌，而認為傳媒在批評特區政府時有顧忌的比率，更創17年新高。[210]
- 10月8日：
  - 澳洲傳媒Fairfax Media報道，特首梁振英2011年競逐特首期間，與澳洲企業UGL達成協議，在出售戴德梁行控股公司DTZ業務時，收取400萬英鎊（近5000萬港元），換取梁振英支持UGL在亞洲業務發展，及作為顧問，有關款項於2012及2013年分兩期支付，當時梁振英已上任特首，但梁沒有向港府申報。特首辦回應該傳媒表示，梁振英在當選特首前與UGL訂立協議，故按規定毋須申報。[211]
  - 晚上8時，觀塘時運工業大廈的升降機由12樓直墮地面，升降機內29人全部受傷，當中兩名男女危殆，6人情況嚴重。機電工程署初步調查後指，升降機限載21人，相信是超載造成。[212]
  - 一名21歲女子在銅鑼灣世貿中心37樓的Dr Reborn專業醫生重生中心美容院懷疑接受大腿抽脂療程時昏迷，職員於是報警，送往律敦治醫院搶救，情況危殆。衛生署指現場有兩名註冊西醫，已派人到場協助警方調查。[213]
  - 城規會開始審議東北發展項目，為期五個月，聽取公眾對古洞北分區計劃及粉嶺北分區計劃大綱草圖的意見。[214]
  - 亞視向員工致函稱，公司賬面餘額不足以支付員工工資，並對員工致歉。另外，亞視指部分股東正就股權出讓事宜進行洽談，並將在近期內作出決定，相信待決定後可以解決工資問題。商務及經濟發展局常任秘書長何淑兒表示，通訊局未收到亞洲電視股權變動消息，並相信亞視會按法例處理。[215]
  - 港鐵東鐵線紅磡站和旺角東站之間有路軌出現裂紋，已派人加上鐵板鞏固，列車由紅磡駛向旺角東要減慢車速行駛，行車時間比正常要多兩分鐘。[216]
- 10月9日：
  - 政務司司長林鄭月娥晚上召開記者會，宣佈擱置與香港專上學生聯會原定安排於翌日的對話。她表示由於學界等團體公佈新一輪不合作行動，對話基礎已被動搖，令會面不可能有建設性。她又聲稱佔領區人士近日減少，反映佔領者明白其行動對社會造成滋擾，將市民福祉作為對話籌碼並不合乎公眾利益。[217]
  - 特首梁振英被揭發秘密收受澳洲公司UGL巨款，被質疑可能觸犯防賄條例，有泛民政黨到廉署舉報梁振英。律政司司長為免產生任何偏頗和不當影響的印象，已授權刑事檢控專員楊家雄處理案件。[218]
  - 食物安全中心即時停止由台灣進口動物食油，相關全部產品亦要回收。食物安全專員譚麗芬表示，近日再傳出有台灣企業被揭發使用劣質油，政府需要嚴肅處理。 [219]
- 10月10日：
  - 一名女子進食759阿信屋急凍海膽後懷疑中毒，出現暈眩、口部和手腳麻痹等麻痹性貝類毒素中毒病徵，到北區醫院求診，現已出院。有問題的冷藏海膽刺身於粉嶺中心759阿信屋出售，衞生署及食環署正調查事件。阿信屋指各分店約8,000包海膽刺身存貨已封存，待當局有調查結果再作處理。[220]
  - 屯門望后石污水處理廠發生工人墮水渠失蹤事故，一名工人在廠內操作一道水閘期間，疑失足墮下一條8米深水渠內被沖出大海。警員及消防員接報到場，並派出消防蛙人落水渠搜救，至深夜仍無發現。勞工處已即時派人員趕往現場調查意外原因。[221]
- 10月11日：秀茂坪寶達邨命案。
- 10月12日：
  - 維港舉行渡海泳，賽事設競賽組、國際組、男女子公開組及悠遊組，合共有近二千人參加，泳手在鯉魚門三家村公眾碼頭起步後，再游去終點鰂魚涌公園公眾碼頭，全程1500米。[222]
  - 特首梁振英選擇性接受無綫電視新聞節目《講清講楚》錄影訪問，重申不會下台，堅稱下台解決不了問題，又指施放催淚彈是警方前線指揮官的決定，並形容佔領行動是失控的群眾運動。學聯副秘書長岑敖暉和佔中發起人戴耀廷反駁梁振英，指失控的不是運動而是政府。四個傳媒工會發表聯合聲明，批評梁振英只篩選一家電視台專訪，回應涉及全港市民的連串爭議，做法極不妥善，表示極大遺憾。[223][224]
- 10月13日：
  - 凌晨有示威者堵塞將軍澳壹傳媒大樓，所有車輛無法進出，阻礙蘋果日報以至其他刊物的發行。示威者聲稱不滿壹傳媒涉嫌煽動佔中及懷疑黎智英資助佔中，造成社會不穩，採訪期間有持鄉音的示威者聲稱被記者非禮。記協指堵塞大樓明顯是有組織針對行為，做法等同踐踏新聞自由，阻礙資訊流通。[225]
  - 警方清晨開始移除中環、銅鑼灣及旺角集會區的障礙物，但並非清場，只是取走示威區外圍的鐵馬、水馬等政府財物。中午起一批反佔中的示威者拆除金鐘道的路障，接著有近20輛的士堵塞金鐘道及軒尼詩道交界，抗議佔領行動，同時亦有兩輛泥頭車試圖運走鐵馬，但被示威者阻止。晚上有佔據人士與支援的建造業工人，在紅棉道交界加建棚架，並不斷加高以穩固路障；留守銅鑼灣的示威者更以水泥加固鐵馬路障。[226][227]
  - 申訴專員公署調查報告批評，食環署以抽籤形式配售骨灰龕位，令多次不中籤的市民無了期等待。公署調查後發現，食環署的配售安排失當，四萬多個龕位分三年配售，每天只是處理一百一十宗申請，明顯過少，二萬多個龕位等候出售期間空置了兩年，建議食環署參考公屋輪候制度配售龕位。[228]
  - 申訴專員發現民政事務總署對無牌旅館的執法及檢控的數字偏低，過去三年每年僅有數十至百多宗針對無牌旅館的檢控，建議當局加強執法。民政總署解釋指搜證困難，現已展開諮詢，建議將來可基於大廈公契條文拒絕發牌。[229]
  - 新世界發展以28.56億補地價投得大圍站上蓋發展項目發展住宅部份發展權，港鐵則支付餘下的75億元投得65萬方呎樓面的商場，合共補地價總金額達103.56億元。[230]
- 10月15日：
  - 凌晨有示威者衝出龍和道，用鐵馬堵塞隧道口和佔據行車線，並與警員對峙。大批警員增援並施放胡椒噴霧驅散示威者，多名警員清走隧道內的路障亦出動泥頭車運走障礙物。清理工作完成後，現場有警員拍照留念和拍手歡呼，警方最後拘捕45人。期間，警方帶走公民黨社福界選委曾健超，他被抬起去到添馬公園一處暗角，懷疑被七名警員拳打腳踢約四分鐘，整個過程被蘋果日報及無綫電視拍下。警方回應指投訴警察課已接獲投訴，涉事的七個警員已被調職。[231][232]
  - 無綫新聞部58名採訪主任、主播及記者發表聯署聲明，不滿管理層將警方清場時，記者報道曾健超被警員「拳打腳踢」等旁白刪去，並對此表示遺憾。無綫新聞及資訊部總監袁志偉辯稱刪旁白是「留待觀眾自行判斷」。記者協會、壹傳媒工會等傳媒工會發表聲明，促請無綫管理層尊重記者專業報道。電視廣播有限公司晚上發表聲明，表示支持新聞部主管的專業和編輯自主。[233]
  - 消費者委員會調查揭發近六成超市有價格差異問題，有5%標明減價的貨品，被收取高於價錢牌的價格，最多貴九成。消委會已將調查轉交海關，追查超市有否違反商品說明條例。[234]
- 10月17日：

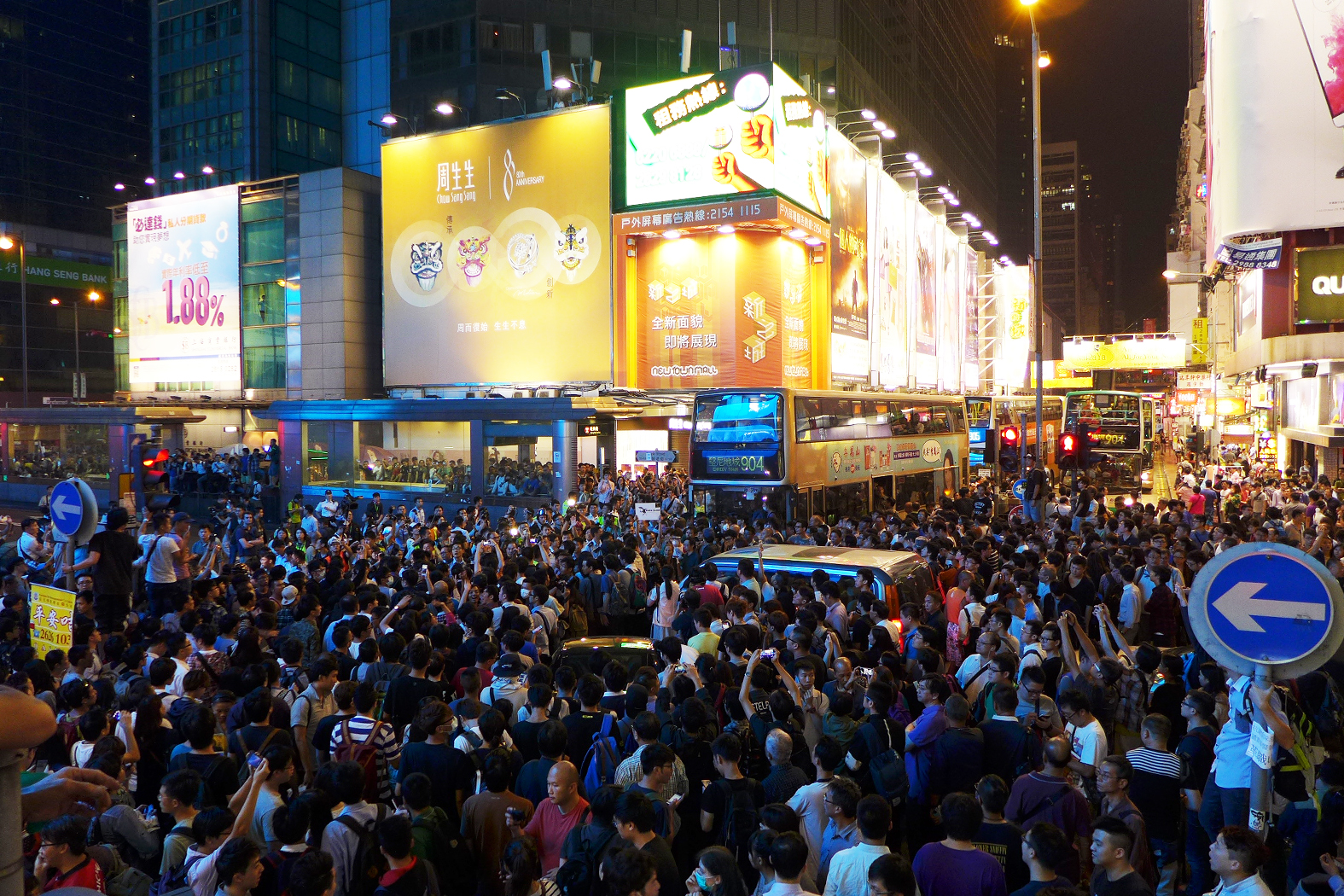
大批示威者突然衝出亞皆老街及西洋菜南街交界行車線，一度令亞皆老街全線封閉

- - 警方早上清空旺角的路障後，重開彌敦道北行線，示威人士改為佔據南行線。入夜後聚集的人愈來愈多，與警方爆發衝突，彌敦道、亞皆老街發生衝突。警員施放胡椒噴霧，又用警棍驅趕人群，多人被制服帶上警車。警方指旺角大約有九千名示威者，當中有26人被捕，包括一個美國女記者。[235]
  - 立法會財委會討論上屆會期積壓下來的18項政府撥款申請，包括備受爭議的「三堆一爐」，泛民議員表明會發起不合作運動，多次提出中止待續，要求政府將民生有關的撥款調前優先處理，但在建制派議員反對下全數被否決。[236]
  - 亞洲電視發聲明指將不遲於10月24日前發放九月份薪金，聲明指接獲股東黃炳均及主要投資者王征的通知，鑒於公司目前狀況，會於近期內再次提供借款，對於延遲發放薪酬，向員工致以萬二分歉意及感謝員工一直堅守崗位。勞工及福利局局長張建宗表示，關注員工欠薪問題。由於已超過法例訂出七天期限，目前正蒐集證據，如果有充份證據，不排除會向亞視提出檢控。[237]
- 10月18日：
  - 政務司司長林鄭月娥表示，計劃下周二與香港專上學生聯會對話，雙方各派5人，歷時約兩小時，在黃竹坑醫專進行，屆時有現場直播，並計劃邀請嶺大校長鄭國漢擔任主持人，她強調有誠意對話[238]。學聯副秘書長岑敖暉稱對場地選址沒有異議，並同意要按基本法商討，但不會接受以人大框架為基礎的對話，同時希望鄭國漢可以做到不偏不倚。[239]
  - 警務處處長曾偉雄自9月28日警方施放催淚彈後首次會見傳媒，他出席香港禮賓府授勳儀式後向記者表示強烈譴責旺角的示威活動，批評有關行為絕非和平非暴力，嚴重破壞公共秩序和危害公共安全，不斷傷害香港，又強調警方極度容忍示威者的行為。[240]
- 10月19日：
  - 赤鱲角機場一個港珠澳大橋的建築地盤凌晨有橋墩倒塌，造成一死四傷。事發時五名工人在一個離地十五米的橋墩上工作，橋墩突然斷裂。  兩名工人墮地，有三人被壓傷，分別送到北大嶼山醫院及瑪嘉烈醫院治理，其中一名四十三歲本地工人送院後不治。[241]
  - 行政長官梁振英接受亞洲電視國際台節目《時事縱橫》訪問，他認為佔領行動當中有外國勢力介入，並發展至無人可控制的階段，又希望政府與學聯在星期二的對話有一定的成果。[242]
- 10月20日，高等法院傍晚頒布臨時禁制令，分別禁止佔領人士佔領旺角多個路段和金鐘龍匯道與添美道交界，繼續堵路和妨礙清除障礙物。法官判決時指佔據道路對公眾造成滋擾，任何人即使是示威者都不可以獨霸道路。[243]
- 10月21日：
  - 政府與香港專上學生聯會傍晚在黃竹坑醫專就政改進行兩小時對話，學聯要求政府承認政改報告有誤導，向人大常委提交補充報告，並要求政府落實公民提名。政府沒有答應訴求，但同意向國務院港澳辦提交民情報告，講述人大8.31決定後香港的情況，以及設立平台供各方商討2017年後的民主進程。雙方會面後，學聯認為政府沒有解決問題，故決定繼續佔領行動。[244]
  - 發展局與內地大致完成商討新一輪購買東江水的協議，建議未來3年，每年支付的水價分別調整為42-47億等，加幅約為6%左右，暫時未有加水費的定案，要視乎運作成本變動及市民承受能力等因素，預料年底完成檢討。[245]
- 10月22日：
  - 終審法院2013年裁決變性人的婚姻權利，並給予1年寬限予行政機關修例，但立法會大比數否決二讀《婚姻修訂條例草案》。保安局長黎棟國未有回應會否再提交草案，以落實法庭的裁決。[246]
  - 銅鑼灣香港中央圖書館發生啟用13年以來第二宗館內墮樓命案。年約60歲男子在圖書館6樓攀過欄杆躍下，直墮地下大堂自助借書機旁，當場浴血昏迷，送院不治。[247]
  - 有人向食環署投訴，今年5月上環信德中心的美心皇宮分店廚房內，有6至7隻蟑螂被發現分佈於雪櫃、魚缸及門框多處。美心食品公司承認一項控罪，被判罰款3000元。[248]

- 10月23日：

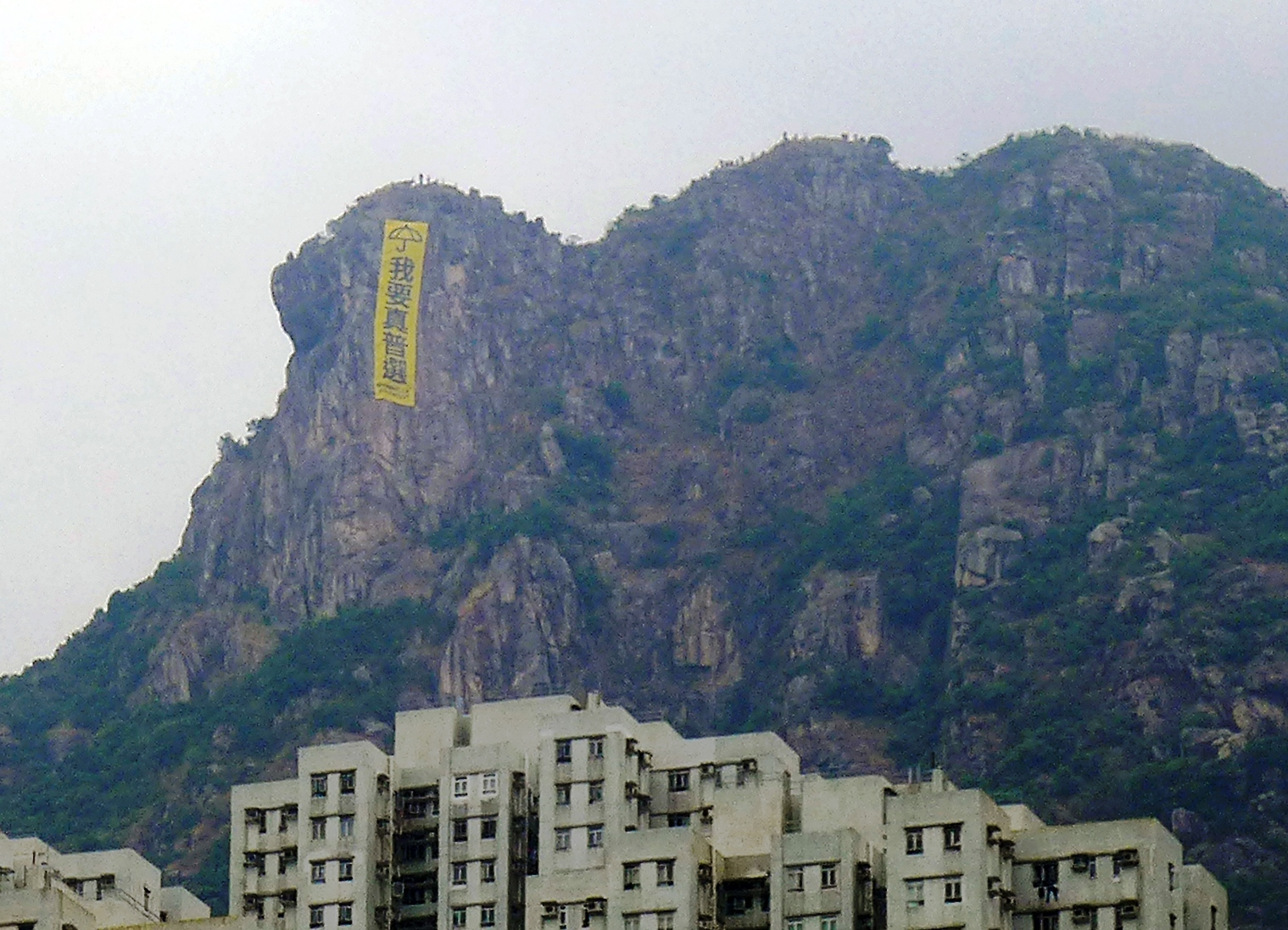
聲援雨伞运动而懸掛於獅子山的巨型直幅

  - 14名市民早上在獅子山上垂掛一幅寫有「我要真普選」的黃色巨型標語，以聲援雨傘革命。東九龍多區都可看到，同時亦吸引不少市民上山觀賞，有市民認為是次行動顯示出獅子山下精神。翌日警方封鎖山頂「獅頭」位置，政府飛行服務隊出動直升機，吊運2名消防員及民安隊人員到獅子山，移除標語。[249][250]
  - 香港立法會大會早上續會討論設立創新及科技局的議案，但由於不足35個法定人數而流會，缺席的包括20名建制派及16名泛民主派議員。有議員稱因交通擠塞未能趕抵，兩名人民力量成員則刻意缺席以阻科技局成立。立法會主席曾鈺成會後指，交通情況不應成為遲到藉口，因為反對議案而缺席屬不負責任，炮轟所有缺席的議員失職。[251]
- 10月25日至11月1日：灣仔嘉薈軒雙屍案。
- 10月25日：
  - 反佔中大聯盟發起全港簽名運動，反對佔領行動和要求還路於民。大聯盟聲稱截至晚上七時，已經於街站及網上收集到超過 32 萬個簽名。召集人周融批評佔領行動破壞法治和秩序，並不代表大多數人意見。[252]
  - 「藍絲帶運動」在尖沙咀鐘樓外舉行撐警燭光晚會，約有1,000人參加。期間，無綫電視三名記者採訪時突然被多個在場人士襲擊，有人用力拉扯記者的領呔，亦有人用拳打記者，沿途不停被人辱罵，一名女子更擅自取去攝影師遇襲後留下的攝影機，最後多名警員組成人鏈護送記者及攝影師離開現場，記者上警車離開後，原本圍住記者叫囂的在場人士向警察拍掌，大叫「支持警察」。此外，香港電台一名女記者採訪時亦一度被參加者圍堵，其間被數人襲擊，踢她的左肩胛骨、腰部和臀部。兩台均譴責事件，無綫新聞部嚴厲譴責事件，強烈要求行政長官梁振英責成警務處處長曾偉雄調查案件，果斷執法；港台指會作出法律追究，並宣佈暫不採訪藍絲帶團體的活動，以保障前線記者的安全。[253][254]
  - 香港出現4年來首宗本地登革熱個案。患者為63歲男子，居於沙田博康邨，現於威爾斯親王醫院留醫，情況穩定。患者曾於港鐵西營盤站地盤工作時被蚊叮，衞生防護中心將個案列為本地感染。[255]
- 10月26日，佔領行動擱置原訂一連兩晚舉行的「廣場投票」。佔中發起人、香港專上學生聯會及學民思潮承認事前諮詢不足、決策倉卒，向公眾鞠躬道歉。他們表示會汲取教訓，之後有何行動都會與各區佔領人士商討，又重申未到撤離時候。[256]
- 10月29日：
  - 一名15歲少年手持爆炸品到香港仔警署報案室，企圖用打火機燃點引爆，當場被警員制服拘捕，警方之後到少年在華富邨的寓所，引爆單位內剩餘的兩袋爆炸品。少年被控企圖導致爆炸罪提堂，毋須答辯。[257]
  - 全國政協常委會開會表決通過撤銷田北俊的全國政協委員職務，成為港區首位被免職的全國政協委員。事緣他上周五公開呼籲特首梁振英考慮辭職，發表不利於香港特首及特區政府依法施政的言論，嚴重違反政協章程和相關政治決議，因而被撤職。田北俊承認發表要言論時未留意政協身份，對政協常委的決定表示尊重及接受，並辭去自由黨黨魁，他表示日後可更加暢所欲言，亦重申不會收回叫梁振英考慮辭職的言論。[258]
  - 一輛城巴雙層巴士前一晚撞向山頂纜車位於堅尼地道的架空路軌橋底，令橋身輕微損毀，纜車服務暫停一天，以詳細檢查及維修架空橋結構。[259]
  - 立法會審議政府提出有關創新及科技局職能的決議案，人民力量陳偉業及陳志全合共提出32項修正案，議案最終以35票贊成、19票反對、1票棄權下通過。商務及經濟發展局局長蘇錦樑在會後說，業界對成立創新及科技局已有共識，並呼籲議員配合，盡早通過成立創科局，以支持本港政府多元發展，增強競爭力。[260]
  - 衞生防護中心公布10月26日有300人曾到沙田麗豪酒店聚賢廳進食婚宴食物，當中有51人懷疑食物中毒，出現上吐下瀉，年齡介乎22至69歲，均在晚宴進食後出現肚痛、嘔吐和發燒等病徵，其中19人曾求醫。[261]
- 10月30日：
  - 香港電車因應佔領活動令服務受阻，即日起推出免費轉乘服務，乘客在銅鑼灣怡和街步行一段約五百米的路，可以轉乘另一列電車，毋須繳付兩程車資。[262]
  - 公務員薪常會公布最新的薪酬水平調查，建議高級文職公務員加薪 3% ，中、低級維持不變。薪常會主席王英偉指，建議是按調查結果去制訂。[263]
  - 銅鑼灣聖保祿醫院擴建大樓地盤發生罕見工業意外，一名電梯工人在𨋢槽底的長梯工作時，被一部測試下行的電梯夾在長梯與電梯之間，重傷昏迷，送院證實不治。警方及勞工處正調查事故起因，不排除有人為疏忽。[264]

- 10月31日：

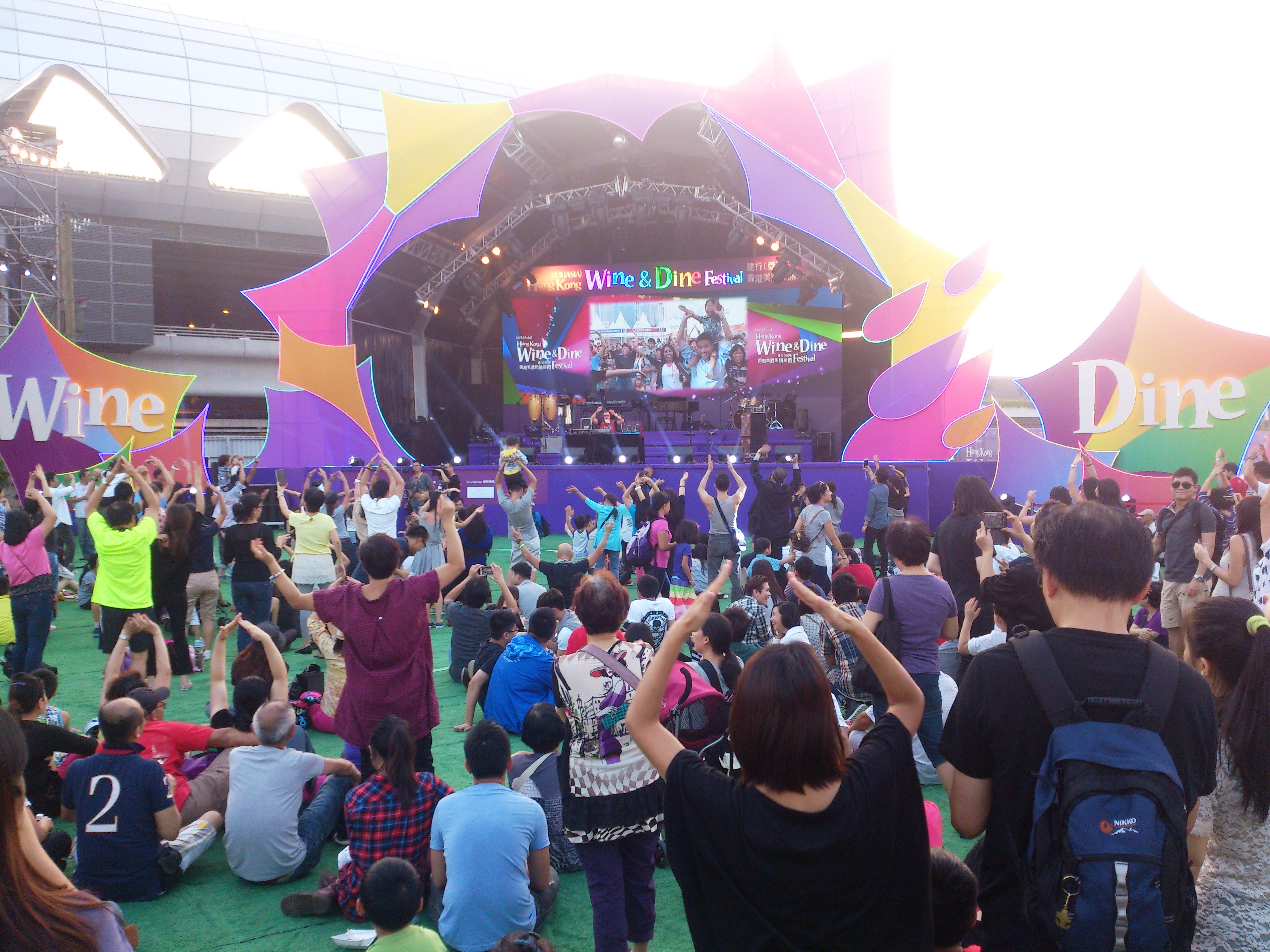
第六屆香港美酒佳餚巡禮盛況

  - 匯豐副主席兼亞太區行政總裁王冬勝在出席澳洲會計師公會高峰會時發言說，人民幣國際化對港元敲響警號，他倡議商界是時候討論是否更改聯繫匯率，除了維持港元與美元掛鈎，並提出另外4項選擇，包括與美元脫鈎讓港元自由浮動、改與一籃子貨幣或人民幣掛鈎，甚至直接以人民幣取代港元。香港金融管理局發言人回應稱，港府已多次重申，香港身為細小和外向型經濟以及國際金融中心，聯匯制度毋須亦無意改變。制度已沿用30年，經歷多次金融風暴，是捍衛本港金融穩定的基石。[265]
  - 房委會建議12月推售2160個新居屋單位，售價為市值7折。新一批單位分別位於沙田、荃灣、青衣及元朗，最平的沙田美柏苑細單位賣190萬元，最貴的荃灣尚翠苑大單位賣320萬元，9成單位售價介乎2百萬至3百萬元之間。[266]
  - 位於啟德舊機場跑道舉行的第六屆香港美酒佳餚巡禮，由於有大量市民及旅客聚集，旅遊發展局在晚上9時半呼籲市民不要前往會場，建議市民選擇於翌日或星期日前往參加活動。[267]

### 11月
- 11月1日：
  - 灣仔嘉薈軒一單位揭發一宗雙裸屍兇殺命案，一名29歲的外籍男子於家中報案指發生事故，警員到場發現一名30歲的南亞裔性工作者全身赤裸倒臥血泊中，喉嚨被割破，當場證實死亡。至中午，警方在單位調查期間，打開合上的露台玻璃門時，發現放在露台上的一個行李箱藏有另一具25歲印尼籍女死者Sumartiningsih屍體，已死去約3至4天，亦同樣被割破喉嚨，頭顱幾近脫落，屍身開始腐爛，並有屍蟲出現，報案的29歲外籍男子涉嫌謀殺兩名女子被扣留調查。重案組探員在屋內檢走多件利器，包括一柄疑是兩案兇器的1呎長牛肉刀，疑兇的手機藏有約2000張涉案情况的照片。至傍晚6時許，警員在單位內搬走逾120件證物，當中包括藏屍皮篋，抬出時傳出濃烈臭味，另有衣架及牀褥等。[268]
  - 繼獅子山後，飛鵝山及大帽山先後有人掛上「我要真普選」的巨型標語，當局下午出動大批消防員、民安隊及漁護署人員將標語拆除。[269]
- 11月3日：
  - 食環署舉行2015年維園農曆年宵市場攤位競投，首日競投維園3個快餐攤位，其中靠近糖街舖王叫了13口價，競投氣氛激烈，最終以破紀錄57萬元成交，較去年貴3萬元。[270]
  - 50位法律界人士包括經民聯立法會議員梁美芬、民建聯馬恩國、律師會前會長周永健及葉天養等人，在高等法院外默站抗議佔領人士漠視法庭禁制令，繼續霸佔道路是破壞法治，呼籲佔領人士盡快撤離。代表同時批評立法會法律界代表、公民黨郭榮鏗未有發聲捍衞法治。其後將請願信交給律政司代表。[271]
- 11月4日，天文台指剛過去的10月平均氣溫為26.2度，較正常數值25.5度高0.7度，是自1884年有紀錄以來的第5高紀錄。天文台解釋指由於受到較乾燥的東北季候風支配，氣溫比較和暖及陽光較多。[272]
- 11月5日：
  - 一輛前往荃灣方向的九巴40X線巴士晚上在城門隧道管道內著火焚燒，無人受傷，著火的車尾嚴重燒毀，上層亦被波及。受到火警影響，隧道來回管道一度全線封閉。[273]
  - 據政府最新文件顯示，原本計劃在2016年通車的港珠澳大橋，工程進度不理想，發展局在文件中指大橋出入境口岸所在地的人工島要到2017年底才可以完工。路政署向立法會提交文件指，港珠澳大橋香港口岸工程將會超支5億元以上，預計明年年初向立法會申請追加撥款。[274]
  - 約一百名示威者響應網上號召，戴上V煞面具，在旺角佔領地點巡遊，部份人手持黃色雨傘及標語，並高叫我要真普選的口號，有人與反佔領人士口角，他們隨後到金鐘佔領地點繼續巡遊和叫口號，又走至龍和道旁邊的行人路，警方組成人牆防止有人衝出馬路，示威者最後自行散去。[275]
- 11月6日：
  - 旺角佔領區昨晚到凌晨再度發生多次衝突，警方一度施放胡椒噴霧，並且帶走多名示威者。警方最少拘捕兩人，他們涉嫌妨礙警員執行職務。凌晨有一批示威者聚集在亞皆老街近砵蘭街。部份人戴上頭盔，向警員指罵。他們不滿警方增派人手，以及早前處理示威者的手法，懷疑令部份人受傷。僵持一段時間後，警員手持警棍驅趕，又舉起黃色警告牌。有目擊者指警方一度施放胡椒噴霧。有示威者要用水洗眼。[276]
  - 立法會否決引用權力及特權條例，調查行政長官梁振英收受澳洲UGL公司400萬英鎊的動議。署理政務司司長張建宗批評泛民意圖藉此打擊政府管治威信。提出動議的公民黨毛孟靜批評梁振英繼續「龜縮」，又強調並非無理指控，肆意憑空抨擊。 [277]
- 11月7日：
  - 衞生防護中心接獲第三宗本地感染登革熱個案，患者為一個36歲女子，居於青衣上高灘街涌美老屋村，曾到青衣東北公園，現正在瑪嘉烈醫院留醫，目前情況穩定。[278]
  - 一名學民思潮男成員經羅湖口岸北上時，被內地邊防指他曾參與「違反國家安全活動」，拒絕他入境，折返香港。學民思潮召集人黃之鋒指該成員知名度極低，北上與政治無關，對此感到詫異和憤慨，並相信內地已掌握學民甚至佔中義工資料的名單。[279]
- 11月10日：
  - 高等法院延長在旺角指定範圍以及金鐘中信大廈外的臨時禁制令，直至正式審訊有結果，涉及旺角的路段包括彌敦道亞皆老街交界以及通菜街、登打士街等一帶。判詞指示執達吏採取任何合理、有效措施，協助申請人清除路面阻礙物，恢復交通，亦授權執達吏在必要時向警方尋求協助。法官亦授權警方拘捕及移走任何懷疑妨礙執達吏執法的人士，盡快將被捕人士帶到法庭。[280]
  - 前特首董建華牽頭成立兼任主席的「團結香港基金會」正式成立，表明要為香港研究短、中、長期發展的需要，向港府提供公共政策分析及建議。基金會有3位名譽顧問及85位顧問，共88人，大多來自政商界，包括李澤楷、霍啟剛等；大批董任特首時的官員甚至公職人員亦獲邀加盟，包括梁錦松等，成為基金會主要骨幹。[281]
- 11月11日：
  - 消費者委員會公布一手住宅物業銷售研究報告，指一手住宅物業銷售條例部分不良銷售手法仍未能杜絕，包括買賣時有發水票，及有發展商以擠牙膏式進行銷售，逐少加推單位，消委會對此感到失望。研究結果顯示，三分之一受訪者認為條例能夠保障買家，有八成人指聽過條例，但只有一成了解內容。[282]
  - 香港迪士尼樂園宣佈調整入場費，成人一日標準門票由450元加至499元，小童一日門票由320元加至355元，增幅逾一成。香港居民可由今日起計兩個月，沿用舊價入場，旅行社及包銷商也可享有同樣優惠。[283]
  - 港鐵宣布西港島綫將於12月底通車，確實日期要待測試完成後再公布，但由於西營盤站出入口工程延誤，屆時列車只會由上環直接駛入香港大學和堅尼地城站，不經西營盤站，預計明年第1季全線才可以全部投入運作。港鐵會在西營盤設置折扣優惠機，區內居民行去香港大學站或上環站搭車，車費可以減2元，直至西營盤站可以運作為止。[284]
  - 港島摩星嶺消防及救護員宿舍，前日有多個單位同時收到刀片恐嚇信，內容要求收信人支持警方執法，反對佔中。警方表示共收到9名住客報案，並稱對事件極為關注，暫時列為恐嚇案跟進，未有人被捕。[285]
- 11月12日：
  - 早上7時，廣州中山大學一名成績優異的20歲尖子女生，今年9月剛獲派香港城市大學當交換生，豈料尚有一個月就完成課程之際，從沙田廣場27樓天台墮下身亡，警方調查後懷疑她是因學業問題而自殺。[286]
  - 下午4時，壹傳媒集團主席黎智英在金鐘佔領區遇襲，被人掟多袋發臭的動物內臟，全身衣服弄髒。警方後來拘捕5名涉案男子，所有人在凌晨全部獲准保釋。其中兩名涉嫌施襲者是大圍積存街強記雞粥的老闆葉永志，以及他的夥計、曾支持佔領的陳國雄。[287]。
  - 泛民議員早前建議港府調動工務小組議程，先審議10多項民生相關的工程項目，港府再三堅拒，正當小組主席梁家傑準備就調動議程作裁決前，政府突然抽起13項梁擬調前的民生項目。包括興建學校、污水處理設施、體育館等民生相關的項目。[288]
- 11月13日：
  - 港大民意研究計劃公佈最新的民情指數，兩項分別反映「政通」與「人和」的政評數值與社評數值，雙雙回升，令民情指數上升4.8至71.7。港大民研指，民情指數雖從低位回升，但仍屬過去20多年來最差的三個百分比。[289]
  - 多次傳出「賣盤」的香港城市大學專上學院，正式公布擬與澳洲臥龍崗大學結盟，並設5年過渡期，但校名、學費、人手安排以及校舍等均為未知數，惟臥龍崗大學未來將主導城專的管理；校方強調「非交易」亦不屬「賣盤」。城專此舉被城大變賣專上學院關注組成員批評以結盟為手段，實質「止蝕退場」以減少學生人數下降對院校的影響，甚至令專上教育淪為「商品」販賣先河。[290]
- 11月14日：
  - 葵涌邨映葵樓凌晨發生火警，1,800多名住客緊急疏散，起火單位的男戶主由消防員救出，面部被熏黑，他吸入濃煙不適，送往仁濟醫院治理，消防員灌救半小時後撲熄，相信是電磁爐漏電起火。[291]
  - 社民連秘書長陳德章向財政司司長曾俊華擲蛋案，陳德章昨被裁定普通襲擊罪成，押後判刑。[292]
- 11月15日：
  - 學聯3名成員下午帶着3幅寫滿港人訴求的「我要真普選」橫額啟程前往北京，原計劃向國務院總理李克強等中央官員表達港人對普選的訴求，不過，3人尚未離港，回鄉證已「被注銷」。學聯秘書長周永康對事件感詫異，指中央不單沒收了他們的回鄉證，也象徵未來會沒收「一代人命運自主的權利」。[293]
  - 香港浸會大學舉行畢業典禮，有學生在社會科學院的典禮中奏國歌時，舉起黃色雨傘背向典禮台，有學生上台接受校長陳新滋頒授畢業證書時亦撐傘，被陳新滋要求收起，但學生拒絕，場面尷尬。[294]
  - 的士團體及小巴管理公司潮聯上周獲法庭批准，延長旺角佔領區的臨時禁制令，反對禁制令的被告霍偉邦盡最後努力，向上訴庭申請上訴許可，兼暫緩執行判決。上訴庭昨指上訴沒有合理勝訴機會，駁回申請，意味只要原告把禁制令張貼及登報後，旺角佔領區的清拆路障行動便可展開。潮聯代表律師陳曼琪指出，未知何時執行禁制令，因為要向當事人取指示，並且需與執達主任及警方溝通，但是會按法庭要求將禁制令登報及張貼在涉案路段，讓佔領人士知道違反禁制令是藐視法庭，是刑事罪行，有可能監禁。代表的士團體的律師鄺家賢則稱，已經按法官的指示修改禁制令，最快於周二登報。[295]
  - 土瓜灣傍晚發生斬人案，一名男子手持菜刀，追斬8歲的兒子及45歲持雙程證來港的太太，兩人頭和頸有刀傷，情況嚴重。警方初步調查顯示，疑兇並無精神病紀錄，涉事家庭亦無家暴紀錄。[296]
- 11月17日，籌備超過半年的滬港通正式啟動，港人每日兌換人民幣的限制同時取消，上海和香港今早同步舉行開通儀式，行政長官梁振英、港交所主席周松崗、行政總裁李小加、證監會主席唐家成等人均有出席。截至下午1時57分，經滬股通買賣上海股票的每日額度已全數用盡。[297]
- 11月19日：
  - 港大民意研究計劃以電話訪問500多名市民，發現有83%的受訪者認為佔領行動應該停止，13%認為要繼續。另外，有68%認為政府應該清場，25%人認為應該維持現狀。受訪者之中，有近89%受訪者並無參與近期佔領運動的集會。[298]
  - 凌晨有一批示威者衝擊立法會大樓，聲稱要阻止網絡23條審議，示威者用鐵馬及磚毀壞玻璃門及外牆，大批警員到場制止，雙方衝突，警員多次施放胡椒噴霧。警方稱事件中有三名警員受傷，至今拘捕六人。立法會回應指當日沒有相關的議程，大會要改期進行，警方、政府及議會各黨派強烈譴責暴力行為。[299]
  - 香港電視以網絡電視形式開台啟播，港視主席王維基宣佈全港已有100萬部裝置安裝港視的應用程式，30多個廣告客戶在開台前已落廣告。早上6時起市民可透過港視網站、手機及平板電腦點播港視節目選戰、警界線等節目，晚上8時的直播時段亦有大批市民同時收看，多個平台出現擠塞情況，網站一度癱瘓，無法收看直播節目。[300]
- 11月20日：
  - 政府公佈沙中綫土瓜灣站考古發現的初步保育方案，建議原址保育包括宋井在內的七項考古發現。為免文物受工程影響，土瓜灣站的設計須因應改動，考古及保育工程開支達54億元，工程亦或因此滯後15個月。古諮會委員和保育人士均對方案反應正面。[301]
  - 審計署發表報告，批評民航處新建的總部大樓未獲授權擅自加建多項設施，有6千多萬元設備未得政府同意便購買，花費一億購置的雷達系統至今仍未使用。另外，報告指政府各部門管理樹木責任不清，樹木檢查粗疏，令塌樹悲劇不斷重演，有必要檢討現行樹木管理形式。[302][303]
- 11月21日：
  - now新聞台一名攝影師日前往菲律賓旅遊時被當局拒絕入境，隨即被遣返香港。航空公司展示一張菲律賓入境部門的文件，指他因為參與採訪去年印尼峇里的亞太經合組織會議期間，向總統阿奎諾三世作激烈質詢，被列入黑名單。名單上還有當日一同採訪的五名now新聞台採訪隊成員、香港電台一名記者及商業電台兩名記者。三台將聯署去信外交部駐港特派員公署及特區政府要求交涉，並去信菲律賓當局提出抗議。[304]
  - 一列香港輕鐵507綫列車及一輛港鐵巴士K52綫在屯門碼頭附近相撞，巴士車頭損毀嚴重，輕鐵亦被推離路軌，意外造成23人受傷，巴士車長情況嚴重。警方初步懷疑有人衝燈肇禍，正調查意外原因。受事故影響，三聖站及豐景園站一段暫停服務，港鐵安排免費接駁巴士接載乘客，服務受阻近3小時。[305]
  - 約60名市民昨日下午到金鐘英國領事館外示威，要求英國政府介入香港政改問題，以實際行動支援香港人爭取真普選。有示威者認為英國應履行中英聯合聲明的責任，為港人向中國施壓。[306]

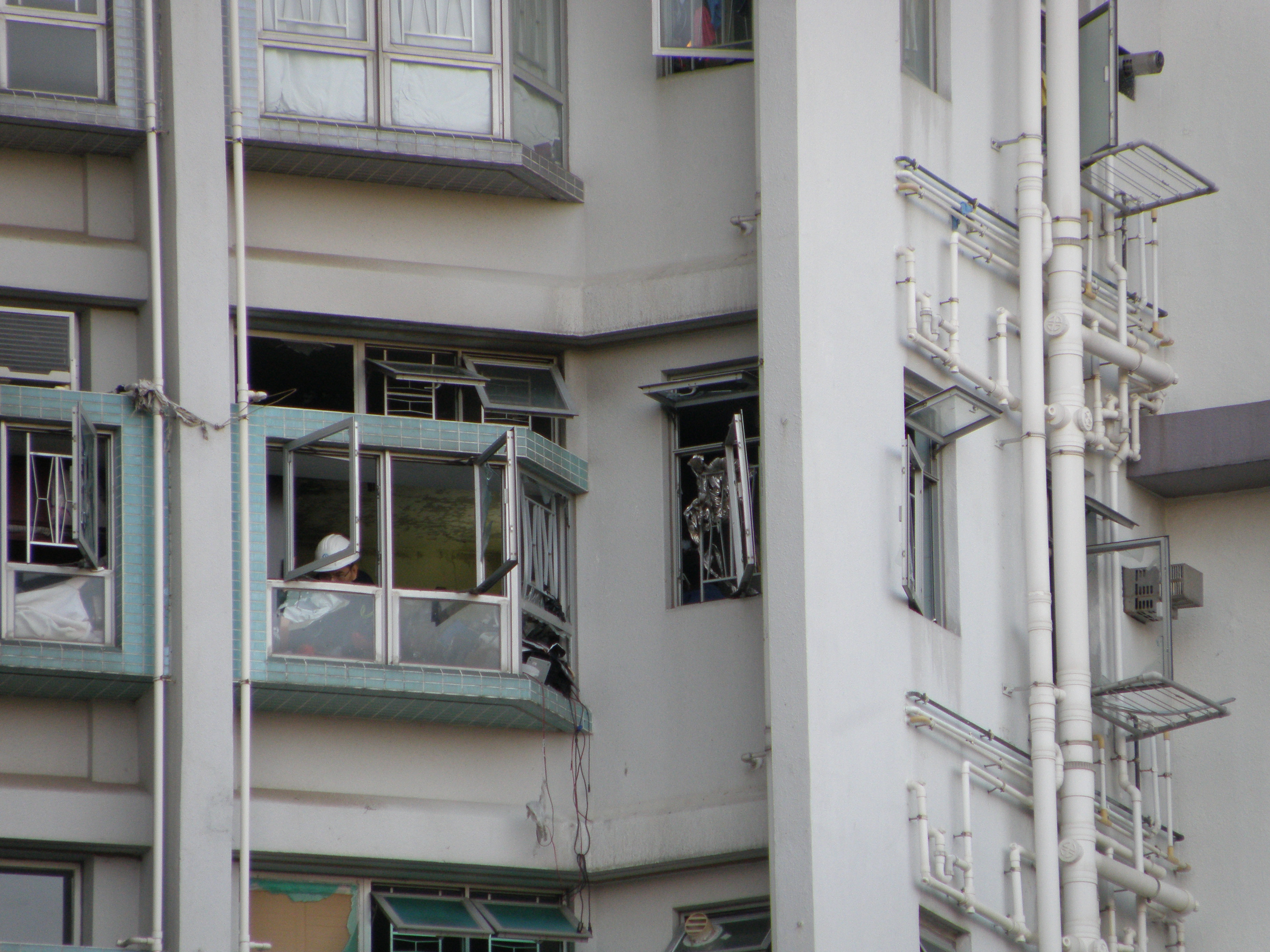
導致一名消防總隊目殉職的煤氣爆炸單位

- 11月22日，石硤尾邨美映樓發生煤氣大爆炸，一隊消防員在破門進入單位時被炸至重傷，威力強大，波及大廈多個單位，消防員稍後在單位內發現一具男屍，9名消防員分別被炸傷及烈燄灼傷，當中一名消防總隊目昏迷留醫12日終告殉職[307]，另有6名消防員一度情況危殆，事件釀成2死11傷。警方初步調查懷疑有人開煤氣自殺，觸發今次慘劇。[308]
- 11月24日：
  - 教育局展開「新學制中期檢討」諮詢，通識科建議刪除在「個人成長與人際關係」的單元中「青年參與社會事務」的部份。局方解釋指有關內容在單元二中亦會涉及。另外在「政府與不同利益群體的訴求」部份，將會加入探討青少年訴求。[309]
  - 小一自行分配學位結果公布，成功率約四成三，較去年稍為回升，250人爭75個學位。未獲取錄的學生，就會在明年1月參與電腦派位。[310]
- 11月25日：

- - 執達主任早上執行法院禁制令，清理旺角亞皆老街的障礙物，與在場佔領人士發生爭執，警方隨即介入協助清場，下午亞皆老街重新通車，晚上示威者轉到砵蘭街、山東街一帶聚集，大批警員趕到現場驅散人群，並首次向示威者施射催淚水劑，不少示威者被警員以警棍打至頭破血流。整晚旺角都陷於混亂，多處爆發激烈衝突，由砵蘭街蔓延至廣東道、渡船街，有巴士及私家車被截停。高峯期估計有5,000市民集結。截至8時警方共拘捕80人，3名警員及最少2名被捕示威者受傷。其中now新聞台一名工程採訪期間，被多個警員制服在地上，警方指他用擕帶的鋁梯襲擊一名警員，令警員右腳受傷，涉嫌襲警被捕。他在律師陪同下，到紅磡警署落口供。now發聲明表示對警方的行動極度憤怒及遺憾，會安排律師跟進。[311][312]
  - 今年施政報告提出推行「香港卓越獎學金計劃」，資助學生升讀海外大學，將在下學年正式推行。獎學金的督導委員會公布計劃細節，計劃對學生修讀的學科不設限制，香港未有開辦的課程會獲優先考慮，甄選準則取決於申請人的學業成績、領導才能等，成功申請的學生要承諾畢業後回港工作最少兩年，獲選學生毋須通過入息審查，每名學生學費資助額最多25萬元。[313]
  - 資深傳媒人蕭若元午夜坐私家車途經鰂魚涌船塢里，被另一輛車截停，私家車擋風玻璃及車身被人用硬物損毀，他沒有受傷。[314]
  - 連鎖快餐集團大家樂位於新蒲崗和慈雲山的兩間分店被同一名男子潑懷疑腐蝕性液體，有八人受傷。疑犯一度匿藏慈正邨，最後被警方拘捕。警方初步調查疑犯無業、沒有精神病記錄，會調查疑犯是否跟快餐店職員有積怨。[315]
- 11月26日：
  - 一名15歲少女涉嫌於當日凌晨時份在其秀茂坪寶達邨住所的洗手間內誕下女嬰後，將她放在多個膠袋內。其父親其後陪同該名女童及該女嬰到醫院接受治理。女嬰送院時昏迷，其後於同日下午1時10分證實死亡。
  - 警方一連兩日在旺角協助執達主任執行臨時禁制令，成功拆除彌敦道的路障，彌敦道全部行車線恢復通車。九巴、城巴、新巴多條改道已久的路線隨即恢復行經。執行禁制令時，佔領人士一度與代理人發生爭執，大批警員隨即介入協助清理障礙物，並拘捕多名佔領人士，包括香港專上學生聯會副秘書長岑敖暉、學民思潮召集人黃之鋒等人。傍晚下班時分開始有大批市民在旺角銀行中心外聚集，入夜後西洋菜南街及山東街一帶爆發連串衝突。不少市民不滿被警方堵塞，多次與警員口角，不少行人被警員揮棍襲擊。[316][317]
  - 晚上十時許，有市民衝出尖沙咀梳士巴利道，有人在太空館附近拉出鐵馬衝出馬路，企圖堵塞路段，警員趕到現場後將他們驅趕，重新開通馬路。[318]
  - 警方拘捕7名停職警員，涉嫌在10月15日襲擊傷害公民黨成員曾健超。上月十五日曾健超在金鐘龍和道懷疑被警員拘捕後遭毆打，警方事後將7名警員停職，到今日正式將他們拘捕，涉嫌襲擊致造成實際身體傷害。警方表示有關當事人曾確認今天出席認人手續，但可惜他沒有出現。曾健超表示其律師與警方溝通後，發現認人手續安排有不公平的地方，所以沒有到警署認人。[319][320]
- 11月27日：
  - 被警方以襲警罪拘捕的now新聞台工程人員李小龍被拘查超過24小時後，凌晨在律師陪同下離開紅磡警署，獲無條件釋放。他的右耳有明顯瘀傷及腫起，左眼皮亦有腫及明顯的擦傷，均是在被警員制服後的傷勢。他強調從來不會使用暴力，對被指襲警感到突然。[321]
  - 執達主任在旺角執行禁制令期間，警方拘捕數十人，其中三十一人包括學聯副秘書長岑敖暉、學民思潮召集人黃之鋒提堂，全部被告獲准以五十至五百元保釋，但保釋期間不可以在旺角一帶範圍逗留，岑敖暉離開法院後表示會研究就保釋條件上訴。[322]
  - 蘋果日報攝影記者王俊龍晚上8時在旺角西洋菜南街採訪拍攝期間，被至少六名警員粗暴按在地上，隨即被鎖上手扣，帶上旅遊巴送到北角警署。有警員指他們碰到配槍，警方則指他涉嫌襲警。[323]
- 11月28日：
  - 社民連秘書長陳德章因投擲雞蛋，擊中財政司司長曾俊華，早前被判一項普通襲擊罪名成立，在東區裁判法院被判監禁3星期，獲准保釋等候上訴。他離開法院時表示，認為刑罰過重，但願意為抗爭付上代價，他擔心抗爭者擲雞蛋而被判監會立下壞先例。[324]
  - 約五千名示威者入夜後聚集西洋菜南街，聲稱要到旺角購物，接近午夜時分，示威者已站滿西洋菜南街旺角段，並集中停留在亞皆老街與西洋菜南街的路口，警方大為緊張，阻止示威者衝出亞皆老街馬路。凌晨警方出示紅旗警告，指示威者「非法集結」，其後施放大支裝胡椒噴霧驅散。[325]
- 11月29日：
  - 政府公布2013年香港貧窮人口，5年來首次跌穿100萬人，貧窮人口由09年的104萬，下跌至去年的97萬，貧窮率16%下跌至14.5%。特首梁振英形容政府扶貧措施初見成效，其中長者貧窮有明顯改善。領導扶貧工作的政務司司長林鄭月娥就預告，貧窮率難以再大跌。[326]
  - 三名愛護動物男女，在獅子山郊野公園衞奕信徑清除毒狗餌，將其中一毒餌帶到大圍顯徑邨商場地下一間便利店對開時，將袋打開時突然發生爆炸，一名男護士與一名女子走避不及被炸傷，該男子更慘被炸斷三隻手指，造成永久傷殘。警方緊急封鎖現場調查，並疏散周圍的人士。爆炸品處理課拆彈專家身穿保護衣，出動拆彈車夾起環保袋，將袋內物品倒出。經初步檢驗，發生爆炸的紅色環保袋，袋內載有燒鴨皮，而燒鴨皮包裹着若雞蛋大小的可疑物體，估計屬化學物品，爆炸原因亦須進一步調查[327]。
- 11月30日：
  - 由一班中學生組成的新組織「稚‧言」，大約十個成員由金鐘海富中心天橋出發，赤腳苦行，部分人穿上校服，每行28步下跪一次，經添馬公園、立法會停車場，再返回海富中心，來回會走9個圈，象徵支持9月28日開始的佔領運動。[328]

- - 香港專上學生聯會及學民思潮晚上9時宣佈包圍政府總部，金鐘佔領區示威者分別經添馬公園進佔龍和道行人路，及走入龍和道隧道霸佔東西兩條行車線，駕起鐵馬。其間示威者以自製盾牌陣列陣向警方推進，警方亂揮警棍驅散示威者，有示威者被打至血流披面，亦有示威者暈倒；警方施放胡椒噴霧及催淚水劑，造成遍地傷者。約11時龍和道隧道已完全由示威者堵塞。警方深夜拘捕18男2女，包括香港大學化學系副教授蔡顯輝，並強烈譴責示威者非法佔據和堵塞道路。[329]

### 12月
- 12月1日：
  - 防暴警察早上衝出龍和道，並用警棍驅趕示威者，有示威者走上添馬公園，警員追著示威者噴大支裝胡椒噴霧，又繼續用警棍、用腳驅趕示威者，期間警察將多名示威者按在地，用索帶綁手拘捕。示威者被趕到海富中心天橋再一輪混戰，部份人退至天橋下面，衝突中多人不適，由醫護人員治理，警方八時前控制海富中心天橋橋面，有警員橋上拍手甚至向示威者作出挑釁性手勢，令橋下示威者鼓譟，龍和道七時半全線通車，結束近十小時的攻防戰。[330]
  - 清場行動結束後，海富中心再爆發警民衝突。三名休班便衣警員與在場人士發生爭執，有目擊者指其中一休班警向女示威者恐嚇要強姦她，並亮警棍威嚇。三警即被近百人包圍推撞，其中一警中拳跌倒在地，直至警方派員到場支援。警方發言人回應時表示，事件中有四名警務人員受傷，警方並以涉嫌襲警罪拘捕一人。[331]
  - 行政署宣布，由於通往添馬政府總部的通道受阻，上午政府總部會暫停開放。在政府總部工作的員工上午毋須返回工作地點，政總所有上午的訪客活動亦會延期或取消。立法會秘書處亦表示上午所有的會議取消。[332]
  - 香港專上學生聯會和學民思潮表示，圍堵行動達到部分目的，但承認整體而言是失敗。立法會泛民議員晚上發聲明，要求學聯及學民思潮盡快宣布結束圍堵政總行動，並不再號召升級。[333]
  - 高等法院頒佈臨時禁制令，禁制阻礙金鐘部分路段。禁令申請人為冠忠巴士集團旗下的「跨境全日通」。法官在判詞中接納原訴公司所指，道路被佔據構成公眾滋擾，對原訴公司造成直接及實際損失，法庭有責任維護公眾使用道路的權利。法官同時作出指示，由執達主任協助原訴公司執行禁制令，清除路障，有需要時可要求警方介入協助。[334]
  - 學民思潮宣布包括召集人黃之鋒在內的3名成員將會無限期絕食，要求中央政府撤回人大常委會8月31日的決定，亦要求與特區政府重啟對話。[335]
- 12月3日：
  - 佔中三位發起人、天主教香港教區榮休主教陳日君樞機、多位民主黨成員及其他參與佔領運動共65人到警署自首，承認干犯《公安條例》參與未經批准的公眾集會，警方特製供自首的表格處理自首個案，各人僅數分鐘便完成手續，所有人未有立即被捕或落案起訴，可即時離開。[336]
  - 國泰機師工會與資方就薪酬調整談判破裂，決定起發起按章工作抗議，國泰航空在聖誕與新年外遊高峰期的服務或受影響。工會強調行動絕不影響航空安全。國泰對工會的行動表示失望，並決定由即日起擱置與工會對話，國泰會準備資源確保服務如常。[337]
- 12月4日：
  - 亞視發言人證實，現時仍然未向員工發放11月工資，公司正與股東溝通，期望盡快解決問題。勞工處發言人無回應有否收到亞視員工求助，並表示如有僱主涉及違反僱傭條例，在足夠證據下勞工處必定提出檢控。[338]
  - 港鐵沙中線土瓜灣站範圍的宋元古井保育方案終有定案，古物諮詢委員會決定建議當局採用費用最少的拆卸重建方案，用人手拆毀再重置古井，工程費用多一千萬元，亦不會令工程再滯後。[339]
- 12月5日：
  - 針對金鐘部分佔領區的臨時禁制令，高等法院拒絕上訴許可申請，亦拒絕暫緩執行。法官的理據是看不到上訴有成功的可能性。申請禁制令的跨境全日通表示，下周二與執達主任及警方開會後會決定何時執行禁制令。[340]
  - 立法會財委會以33票贊成，19票反對，通過撥款21億元擴建將軍澳堆填區，並否決由泛民多個議員提出合共100多項的動議修正。當局預計將軍澳堆填區將於2015年飽和，需要擴建堆填區，通過撥款申請後擴建工程將在年底展開，在2017年開始可以接收廢物，全部工程將在2025年完成。[341]
  - 三名建制派議員到金鐘佔領區，探望5位絕食的學民思潮成員，自由黨立法會議員田北俊表示願意擔任中間人，安排學生與政府對話。自由黨下星期二會與特首梁振英見面，屆時會嘗試說服梁振英與學生對話。[342]
  - 投資兩億元的中環海濱摩天輪下午5時正式開放公眾入場，成人票價為100元，摩天輪設有42個車廂，每個車廂可載8位乘客，每次乘坐時間15至20分鐘。營運商估計每年會有逾百萬人次乘坐。[343]
- 12月6日，學民思潮召集人黃之鋒及中六生黃子悅分別在絕食108小時及118小時後，宣佈停止絕食。黃子悅出現脫水症狀及懷疑電解質不足，須由救護車送院治理。[344]
- 12月8日：
  - 旺旺集團主席蔡衍明入稟要求為亞洲電視委任獨立監管人一案，獲高等法院批准，法官指王征操控亞視，對續牌態度敷衍以致通訊局建議不續牌，令蔡利益受損，判蔡勝訴，並下令黃炳均要將所持10.75%亞視股份售予獨立第三者。[345]
  - 深水埗鴨寮街一天台屋深夜發生大火，現場發生強烈爆炸，約65名居民居民摸黑逃生。一名消防隊目遭墮下石屎碎片擊中右肩受傷送院。由於有多處火頭，消防員認為可疑，交警方跟進及暫列縱火案處理。[346]
  - 通訊事務管理局辦公室競投目前用作3G網絡的五條2100MHz頻譜。中移動香港以9.7億元取得兩條頻譜。數碼通亦在拍賣中投得兩條3G頻譜，總價則高達9.8億元，和記電訊旗下的3香港則以底價4.7億元投得一條頻譜。[347]
- 12月9日：
  - 旺角砵蘭街一個垃圾站早上發現一具女屍，警方接報到場搜證，一批探員前往廣東道一間酒店調查女死者身分。案發後約七小時警方拘捕一名三十四歲涉案男子，並列作謀殺案處理，警方懷疑死者曾參與私影或援交，死者下體赤裸相信死前曾有性行為。[348]
  - 跨境全日通的代表及執達主任下午到中環和金鐘三個路段的禁制令範圍內張貼禁制令，其代表律師謝偉俊宣佈星期四早上九時會執行禁制令，呼籲在場人士撤離。警方表示協助執行臨時禁制令後，會一併移除中環、金鐘附近道路上的障礙物，之後會清理銅鑼灣一帶的障礙物。[349]
- 12月10日：
  - 雙學呼籲雨傘運動支持者重返金鐘留守佔領區，逾萬人響應呼籲再次聚首，數以千計市民至深夜仍未散去，不少人通宵留守迎接清場。在場佔領人士包括泛民主派議員準備留守佔領區等待被警察抬走，不會反抗。[350]
  - 港鐵宣佈西港島綫將會於12月28日正式投入服務，但由於西營盤站工程受阻，通車初期將會「飛站」，只有香港大學及堅尼地城提供服務，預計要去到明年首季才可全面通車。[351]
- 12月11日：
  - 警方聯同執達主任在早上9時開始清除中環禁制令範圍路障，現場有大約200人響應雙學呼籲「不合作到底」，留守添華道及夏慤道交界。警方部署7000警力，並在下午4點後正式拘捕留守者，其間未有人激烈反抗，雙學成員、歌手何韻詩、壹傳媒集團主席黎智英和部分泛民議員分別被抬走並帶往警署。警務處助理處長張德強宣佈共909名市民在封鎖佔領區時登記身份證後獲准離開，另外合共有209人被捕。[352]
  - 警方先後拘捕至少4名政黨和團體的成員，當中包括熱血公民黃洋達、學生前線核心成員，一名化名「四眼哥哥」的鄭姓男子及社民連副主席黃浩銘，其中黃洋達遭警員上門拘捕。他被指涉嫌參與59宗非法集結。[353]
  - 警方安排工作人員利用工作台移除掛在佔領區燈柱上的橫額，又用強力水槍清理路壆上的標語。晚上金鐘佔領區的清場行動大致完成，夏慤道東西行線在十時四十五分全線恢復通車。[354]

- 12月12日：
  - 香港專上學生聯會及學民思潮11名成員凌晨1時許離開葵涌警署。他們涉嫌非法集結及阻差辦公，無附帶條件下自簽擔保，一班泛民主派議員包括公民黨梁家傑、民主黨何俊仁、劉慧卿、創黨主席李柱銘及壹傳媒集團主席黎智英，在凌晨四時左右獲釋。他們全部「踢保」，拒絕自簽保釋。[355]
  - 立法會財委會通過75億元的擴建打鼓嶺堆填區和3800萬元的擴建屯門堆填區前期研究撥款申請，餘下造價192億元的石鼓洲焚化爐爭議最大，財委會共收到524項動議。[356]
- 12月13日：
  - 工展會首日開幕，中聯辦主任張曉明和特首伉儷都有到場購物，同時有大批市民到場搶購1元優惠貨，一度引起混亂。中華廠商會會長施榮懷就希望中小企在20多日工展會期間的生意額可以幫補早前受佔領影響的損失。[357]
  - 凌晨有人在獅子山懸掛一幅寫上「CY下台」的黃色直幡，早上11時飛行服務隊直升機奉召載同消防員到場將條幅拆除。此外，油塘魔鬼山亦出現一幅1.5米乘4米的「我要真普選」巨型條幅，四名消防員早上10時許上山拆開繩索將條幅移除。[358]
  - 東涌港珠澳大橋人工島發生工業意外，早前在躉船上隨挖泥機一同墮海失蹤的58歲操作機手，經消防蛙人通宵搜救，並召來吊船協助，於逾16小時下午將事主及挖泥機吊起，機手被救出證實死亡。[359]
- 12月14日：
  - 香港專上學生聯會與民間組織呼籲市民透過不合作運動對政府持續施壓，第一波不合作運動包括「公屋延遲交租」和「分拆支票交稅」，他們又強烈譴責梁振英政府派遣警方作政治打手，並要求立即回應市民政治訴求。[360]
  - 在金鐘清場行動中被警方拘捕的壹傳媒集團創辦人黎智英，繼辭去蘋果日報社長後，再宣佈辭去壹傳媒主席及執行董事職務，不再參與公司管理，持有73.49%股份的他表示壹傳媒絕對不會賣盤。[361]
  - 民主黨改選領導層，劉慧卿以171票連任主席。副主席則由羅健熙及尹兆堅出任。她表示明白黨內求變聲音，會檢視定位，令政策更貼近民意，新任副主席尹兆堅則指，民主黨與公民社會「接觸不良」，日後要加強合作。[362]
- 12月15日：
  - 警方完成清理銅鑼灣佔領區，部署跟清理金鐘佔領區一樣，先勸喻佔領人士離開，之後拉起封鎖範圍，特別戰術小組隨即採取行動，用鐵鉗剪斷索帶，移離鐵馬。警員花了個多小時沿怡和街由西向東清除障礙物。封閉兩個多月的怡和街下午一時重開，而早前改道的巴士路線及電車服務，隨後亦恢復正常，另外有17人拒絕離開涉嫌阻差辦公被捕。隨著銅鑼灣成功清場，佔領運動持續近80日正式結束。[363]
  - 政府推出規管自願醫保計劃的諮詢文件，建議規管個人住院保險，承保機構必須提供符合但不少於12項最低要求的「標準計劃」。平均保費為每年3600元，較現時市場上一般醫保貴約9%，保費按年齡遞增。納稅人可就自己或受養人符合最低標準的保單申請扣稅。醫院管理局歡迎計劃，並會審慎留意計劃對公立醫院系統可能帶來的影響，有需要時會與政府商討重訂服務優次。有關注組織則認為計劃對弱勢社群幫助不大。[364]
- 12月16日：
  - 運輸及房屋局公佈長遠房屋策略報告，為未來10年的房屋政策訂下框架。局長張炳良表示考慮長策會建議後，政府將未來10年總房屋供應量由47萬個單位，增至48萬，公私營房屋維持在6比4，當中29萬個為公營房屋，包括9萬個為居屋單位；另外私樓單位有19萬個。[365]
  - 兩電公佈2015年的電費調整幅度：中電明年會加電費3.1%，三成半住宅用戶每月要多交大約15元電費，港燈則會凍結電費。有立法會議員質疑煤價下跌，中電為何還要加燃料費，中電解釋指因為要增加天然氣發電，煤價的下跌未能全面抵銷增加的開支。有學者指兩電的燃料帳目都錄得大額結餘，將差額全數回扣予市民後，電費可望下調。[366]
- 12月17日：
  - 亞洲電視拖欠薪金已逾半個月，據報亞視新聞部員工計劃向勞工處求助，最快下周一申請破產欠薪保障基金，初步決定一月一日會停止新聞部運作。亞視發言人表示，管理層未接獲新聞部採取工業行動的消息，又指公司欠薪問題已到最危急關頭，呼籲股東馬上注資或借貸解決問題。勞工處表示就欠薪一事已向亞視發出勸喻及警告，已完成初步調查，正向律政司徵詢法律意見。[367]
  - 大嶼山欣澳海面凌晨發生致命事故，一組八人的電影拍攝團隊乘坐舢舨出海準備拍攝工作時，懷疑因風浪大及超載，舢舨突然翻轉，船上八人全墮海，當中七人自行游上岸，水警及消防蛙人到場搜索約一小時後，尋回五十餘歲的失蹤組員，送往北大嶼山醫院後證實不治。[368]
- 12月18日：
  - 立法會通過為男士提供不多於3天有薪侍產假的條例草案。但多名泛民主派議員提出的修訂，包括為侍產假的男士提供免被解僱保障的修訂等，全部被否決。勞工及福利局局長張建宗否認威迫立法會通過議案，又承諾一年後再檢討。 [369]
  - 政府計劃未來10年要興建29萬個公屋及居屋單位，房委會面臨嚴重財政危機。財政司司長曾俊華宣佈設立房屋儲備金，將今年270億元投資收益撥入儲備金，應付未來興建公營房屋開支。[370]
  - 石硤尾邨煤氣大爆炸中殉職的49歲消防總隊目梁國基以最高榮譽喪禮出殯，靈柩蓋上特區區旗，由多名政府高官、同袍與市民近千人送別致敬。靈車途經他生前駐守的旺角消防局，局方響起三短一長的鐘聲代表落班；隨後車隊抵達和合石浩園進行安葬儀式，靈柩長眠浩園黃土之下。[371]
- 12月19日：
  - 海洋公園公佈於明年元旦起加價。成人票價加至345元，兒童票價加至173元，加幅介乎於8%左右，「全年入場證」的票價則維持不變。新票價實施後的4個月內，香港居民可以舊票價入場。[372]
  - 前政務司司長許仕仁與郭氏兄弟的世紀貪污案經過113日的審訊後終有裁決，陪審團退庭商議45小時後，以大比數裁定許仕仁、新地聯席主席郭炳江、新地執行董事陳鉅源及港交所前高級副總裁關雄生罪名成立，五被告中只有郭炳聯無罪。許仕仁被即時還押監房，成為歷來最高級入罪的官員。[373]
- 12月20日：天水圍天恆邨嬰屍案。
- 12月22日：
  - 亞洲電視仍未發放十一月薪金，執行董事葉家寶指公司仍未有足夠現金支付薪金，尚欠約一千五百萬元，又透露主要投資者王征表示已完成對亞視的歷史使命。勞工處派人到亞視講解勞工法例及權益，並與亞視管理層會面，敦促他們盡快解決欠薪問題。亞視新聞部向管理層發公開信，指若本月底不發放薪金會視為變相解僱，明年元旦起有機會停播新聞。[374]
  - 環境保護署與將軍澳堆填區 的承辦商簽署一份補充協議，由煤氣公司提供設施，將堆填氣體轉化為合成天然氣，注入煤氣公司的供應網絡。協議為期20年，預計每年減少在將軍澳堆填區排放約五萬六千噸二氧化碳。[375]
  - 港大民意研究計劃公佈本月初進行的調查，調查顯示市民對香港人身份的感覺最強，認同指數近80分；市民對中華人民共和國國民身份認同指數，較對香港人的認同指數低25分。總監鍾庭耀形容兩者的落差情況前所未有。調查亦顯示整體及18至29歲年輕受訪者對中國人的身份認同感跌至1997年以來新低。[376]
- 12月23日：
  - 許仕仁貪污案判刑，五項罪成的許仕仁判監7年半，同時要交出涉案的1118.2萬元。郭炳江判監5年，罰款50萬元。陳鉅源和關雄生分別判監6年和5年。法官麥機智指讚揚許仕仁受人尊重、口才了得及有強勁的外交手腕，如非本案可能是近年最優秀的政務司司長，考慮過許仕仁過去逾30年對政府的貢獻，並曾在亞洲金融風暴時入市擊退國際炒家，決定減刑9個月。[377]
  - 政府恢復出售居屋後，首批新居屋五個屋苑派發售樓書及申請表，又開放示範單位給公眾參觀。今次出售的五個屋苑一共有2160個單位，全屬樓花，分別位於荃灣、青衣、元朗和沙田，實用面積介乎371至511平方呎，售價介乎187萬到326萬。雖新居屋的用料及間格與公屋相似，但吸引大批市民前往位於樂富的房委會客務中心排隊領取表格，人流由近中午時分開始聚集，令現場出現人龍，高峯期有數百人排隊輪候，龍尾圍繞客務中心門外。三日以來，樂富居屋銷售中心已派出95,100份申請表。[378]
- 12月24日：
  - 獲高等法院頒布委任為亞洲電視經理人的德勤會計師代表黎嘉恩表示，必須有白武士入場為亞視注資才可解決問題；又指心目中已有白武士人選名單，如電影商和娛樂商等，但仍未正式聯絡他們，又承認現時亞視面對的困難較難解決。亞視執行董事葉家寶形容公司情形如同走在鋼線上，他表示即使有新投資者注資也來不及在月底前發薪，希望數日內出現變化；又表示新聞部一旦暫停運作，公司已準備了數套應變方案。[379]
  - 灣仔發生解款車跌錢事件，一輛載有總值兩億7千萬中銀香港紙幣的G4S解款車於押運途中，在告士打道遺失合共3個錢箱、總值5,200萬港元紙幣，其中1,523萬港元紙幣被途人拾走，其後陸續有拾遺者歸還失款，惟至今尚有732萬港元紙幣不知所終。 [380]
- 12月27日，香港出現入冬以來首宗人類感染H7N9禽流感個案，一名香港婦人在12月13日與兩名友人北上到深圳龍崗時，在朋友的郊外住所進食煮熟的雞。25日到屯門醫院求醫後需入住深切治療部，目前情況危殆。政府隨即召開督導委員會，將流感大流行應變級別由「戒備」提升至「嚴重」，當局暫未知患者感染途徑，正追蹤患者11名密切接觸者及曾求診的私家醫生進一步了解。 [381]
- 12月28日，港鐵西港島綫正式通車，港島線西端總站由上環延伸到堅尼地城，大批市民一早到堅尼地城站乘坐首班列車。港鐵署理行政總裁梁國權到場主持通車儀式，並登上首班列車，向乘客派送紀念品。不少乘客表示為節省時間會多搭港鐵出入。另外，運輸署因應新鐵路線開通大幅度重組西區的巴士路線，有乘客對部分巴士綫被取消感到不便。[382]
- 12月29日：
  - 亞視執行董事葉家寶表示由於公司順利收到一些預收及應收款項，宣佈向員工發放十一月半個月的薪金。有新聞部員工不接受先出一半糧的做法，新聞部編輯主任羅佩琼指已向管理層建議元旦起縮減約三分一新聞時段。[383]
  - 政府檢討本地農業政策，倡議設立農業園，推動本地農業現代化和持續發展。政府首次提出向私人收地70至80公頃興建農業園，選址會避免具發展潛力的土地。另外，政府亦建議成立農業持續發展基金，為本地農民提供資金，進行現代化耕作。[384]
- 12月30日：
  - 政府發現一批內地供港活雞部份樣本，血清測試對H7禽流感病毒呈陽性反應，同一批次活雞須額外抽取120個樣本進行快速基因測試，證實雞隻帶有H7禽流感病毒，需撲殺長沙灣臨時家禽批發市場萬多隻活雞，內地活雞將暫停供應21日，本港活雞將轉用打鼓嶺後備雞場。[385]
  - 保安局計劃在2018年起推行一次性全港市民換領身份證計劃，以新一代智能身份證取代現有約900萬張使用中的智能身份證。政府計劃加強卡身防偽特徵及晶片保安性能；亦會提升晶片技術，包括引入無線傳輸技術的額外界面，及加大晶片容量以儲存更多生物特徵供識別之用，整個項目涉及的開支逾29億元。[386]
- 12月31日，亞視新聞部和管理層開會後決定由元旦起刪減新聞時段，包括取消晨早新聞、新聞簡報、普通話新聞及亞洲台新聞報道，本港台和國際台其餘的新聞報道及公共事務節目會如常播出[387]。另外，勞工處徵詢律政司意見後決定向亞視發出34張傳票，檢控亞視在七月至九月期間故意及在沒有合理辯解下，不依時支付工資給員工，涉嫌違反《僱傭條例》。[388]

## 逝世
- 1月5日︰陳友榮（41歲），香港舞台設計師，急性白血病病逝。[389]
- 1月7日：
  - 邵逸夫爵士（106歲），香港企業家，電視廣播有限公司和邵逸夫獎創立人，因年老於家中自然去世。[2]
  - 何偉龍（58歲），香港的知名戲劇導師，因病逝世。[390]
- 1月9日︰李紹鴻（80歲），香港前衛生署署長，腦溢血病逝。[391]
- 2月4日︰午馬（71歲），資深電影演員，肺癌病逝。[392]
- 3月2日：鍾期榮（93歲），樹仁大學創辦人之一兼校長，於3月1日晚上感不適送院，翌日清晨不治。[393]
- 3月11日︰黎堅惠（46歲），香港跨媒體文化人，乳癌病逝。[394]
- 3月25日：張耀榮（82歲），演唱會投資者，睡夢中猝死。[395]
- 5月2日：羅孚（93歲），原名羅承勳，新晚報前總編輯，大公報前副總編輯，中國及香港資深傳媒人兼作家，病逝。[396]
- 6月4日：何佐芝（95歲），商業電台創辦人，病逝。[397]
- 6月5日：王天就（30岁），2006年香港先生参赛选手，病逝[398]
- 6月19日：劉嘉麟（30歲），名廚，有「少年廚神」之稱，燒炭自殺。[399]
- 7月14日：麥理覺（90歲），前香港立法局及香港行政局議員，於溫哥華逝世。[400]
- 7月17日：鍾慧寧（43歲），亞洲電視前藝員，1990年代今日睇真D主持，跳樓自殺。[401]
- 7月21日：江獻珠（88歲），香港食譜作者，廣州著名食家江孔殷之孫女。[402]
- 8月14日：張琴（37歲），羅便臣道塌樹意外受害人，成為自2008年8月在赤柱被倒塌大樹撃斃的19歲大學生莊頌賢後，第四名死於塌樹意外的人士。
- 9月13日：張建東（66歲），香港機場管理局前主席、香港行政會議前成員，血癌復發病逝。[403]
- 9月17日：關菁（63歲），香港無綫電視甘草演員，心臟病發病逝。[404]
- 10月10日：李志超（56歲），著名攝影師，腹膜癌於倫敦逝世。[405]
- 10月17日：江佑伯（55歲），香港珠海學院副校長，於半山區豪宅帝景園會所玩滑雪機期間突感不適暈倒，頭部撞向器械昏迷，送院不治。[406]
- 10月19日：唐納德·阿什利（中文名：唐龍  英語：Donald James Ashley）（60歲），香港歴史上唯一一隊樂隊兩次打入美國billboard流行榜，Chyna樂隊的成立者及靈魂人物，有「亞洲鼓王」之稱，1983以一曲with’in you’ll remain成功打入美國billboard流行榜第七位，其後1986年以Back Together再次打入美國流行榜第九位。with’in you’ll remain一曲更創下被各國翻唱合共11種語言紀錄，藝人單立文是樂隊的前低音吉他手。
- 10月24日：陳杏妍（40歲），香港藝人，香港著名導演兼演員陳勳奇女兒，跳樓自殺。[407]
- 11月16日：覺光法師（95歲），香港佛教聯合會會長，肺炎病逝。[408]
- 11月20日：向華勝（64歲），永盛電影公司老闆，食道癌病逝。[409]
- 12月4日：梁國基（49歲），於1985年9月加入消防隊，為旺角消防局消防總隊目，於11月22日處理石硤尾煤氣爆炸案時頭部受重傷，延至是日不幸離世。[410]
- 12月27日：李福兆（86歲），前香港聯合交易所主席（1986-1988），胃癌病逝。[411]
- 12月29日：夏利萊（92歲），香港最富有的印度藉商人，夏利萊集團主席，在香港及全球經營酒店及地產生意，辭世。[412]

## 其他資訊

### 活動

#### 演唱會

##### 紅磡體育館
- 1月
  - 軟硬
- 2月
  - 蔡琴
  - 徐小鳳
- 3月
  - 徐小鳳
  - 陳綺貞
  - 黃耀明
  - C AllStar
  - 伍樂城
- 4月
  - 蘇打綠
  - 許冠傑
  - 林宥嘉
- 5月
  - 王菀之
  - 五月天
  - 嚴爵、白安、MP魔幻力量
- 6月
  - 丁噹
  - 草蜢
  - 陳慧嫻
  - 蔡健雅
- 7月
  - 張智霖
  - Eric Kwok
  - 孫燕姿
- 8月
  - 杜德偉
  - 鄭伊健、陳小春、錢嘉樂、林曉峰、謝天華
- 9月
  - 周柏豪
- 10月
  - 張敬軒

##### 亞洲國際博覽館
- 1月
  - James Blunt
  - W-inds
  - Sarah Brightman
  - Miss A
  - SHINee
- 2月
  - 4Minute
  - Avril Lavigne
- 3月
  - 2NE1
  - Macklemore、Ryan Lewis
  - Bruno Mars
- 5月
  - CNBLUE
- 6月
  - EXO
  - TEEN TOP
- 8月
  - JYJ

##### 九龍灣國際展貿中心
- 1月
  - 宇宙人
  - 姚嘉兒
  - James Blake
- 3月
  - 雅-miyavi-
  - IU
- 4月
  - SISTAR
  - 李蕙敏
  - 田蕊妮
  - 伍佰 & China Blue
- 5月
  - 張懸
  - 謝安琪
  - 曲婉婷
  - 薩頂頂
  - 柳妍熙
- 6月
  - 生祥樂隊
- 7月
  - 李昊嘉
- 8月
  - 唐韋琪
  - 張智成

##### 伊利沙伯體育館
- 3月
  - 李麗霞、譚錫禧
- 4月
  - 區瑞強
  - 張偉文
- 5月
  - 單紫寧
  - 呂珊
- 8月
  - Joe Junior

### 節慶
下列節慶，如無註明，均是香港的公眾假期，同時亦是法定假日（俗稱勞工假期）。有 # 號者，不是公眾假期或法定假日（除非適逢星期日或其它假期），但在商業炒作下，市面上有一定節慶氣氛，傳媒亦對其活動有所報導。詳情可參看香港節日與公眾假期。
- 1月1日（星期三）：元旦
- 1月31日（星期五）：農曆年初一
- 2月1日（星期六）：農曆年初二
- 2月2日（星期日）：農曆年初三
- 2月3日（星期一）：農曆年初四（補2月2日）
- 4月4日（星期五）：兒童節 #
- 4月5日（星期六）：清明節
- 4月18日（星期五）：耶穌受難節（是公眾假期，但不是法定假日）
- 4月19日（星期六）：耶穌受難節翌日（是公眾假期，但不是法定假日）
- 4月21日（星期一）：復活節星期一（是公眾假期，但不是法定假日）
- 5月1日（星期四）：勞動節
- 5月6日（星期二）：佛誕（是公眾假期，但不是法定假日）
- 6月2日（星期一）：端午節
- 7月1日（星期二）：香港特別行政區成立紀念日
- 9月8日（星期一）：中秋節 #
- 9月9日（星期二）：中秋節翌日
- 10月1日（星期三）：中華人民共和國國慶日
- 10月2日（星期四）：重陽節
- 10月31日（星期五）：萬聖夜 #
- 12月22日（星期一）：冬至（是法定假日，但不是公眾假期，根據法定假日放假的機構，或會聖誕節放假，冬至不放假。部份機構或會提早下班）
- 12月24日（星期三）：平安夜#（不是公眾假期或法定假日，但部份機構或會提早下班或放假一天）
- 12月25日（星期四）：聖誕節（根據法定假日放假的機構，或會冬至放假，聖誕節不放假）
- 12月26日（星期五）：聖誕節後第一個周日（是公眾假期，但不是法定假日）
- 12月31日（星期三）：公曆除夕# （不是公眾假期或法定假日，但部份機構或會提早下班或放假一天）

### 獎項

#### 第33屆香港電影金像獎
- 最佳電影：一代宗師
- 最佳導演：王家衞（一代宗師）
- 最佳編劇：鄒靜之、徐皓峰、王家衞（一代宗師）
- 最佳男主角：張家輝（激戰）
- 最佳女主角：章子怡（一代宗師）
- 最佳男配角：張晉（一代宗師）
- 最佳女配角：惠英紅（殭屍）
- 最佳新演員：蔡瀚億（狂舞派）
- 最佳攝影：Philippe Le Sourd（一代宗師）
- 最佳剪接：張叔平、Benjamin Courtines、潘雄耀（一代宗師）
- 最佳美術指導：張叔平、邱偉明（一代宗師）
- 最佳服裝造型設計：張叔平（一代宗師）
- 最佳動作設計：袁和平（一代宗師）
- 最佳原創電影音樂：梅林茂、Nathaniel Mechaly（一代宗師）
- 最佳原創電影歌曲：狂舞吧（狂舞派）
- 最佳音響效果：Robert Mackenzie、Traithep Wongpaiboon（一代宗師）
- 最佳視覺效果：Enoch Chan（殭屍）
- 新晉導演：黃修平（狂舞派）
- 最佳兩岸華語電影：致我們終將逝去的青春
- 終身成就獎：張鑫炎

#### 電視廣播有限公司獎項
香港小姐
- 冠軍：邵珮詩
- 亞軍：王卓淇
- 季軍：何艷娟
- 最上鏡小姐：邵珮詩
- 友誼小姐：邵珮詩

萬千星輝頒獎典禮2014
- 最佳男主角：郭晉安《忠奸人》
- 最佳女主角：佘詩曼《使徒行者》
- 最佳男配角：蔣志光《老表，你好hea！》
- 最佳女配角：何超儀《再戰明天》
- 最受歡迎電視男角色：許紹雄《使徒行者》
- 最受歡迎電視女角色：佘詩曼《使徒行者》
- 飛躍進步男藝員：張繼聰
- 飛躍進步女藝員：黃翠如
- 最佳劇集：《使徒行者》
- 最受歡迎電視劇歌曲：吳若希《越難越愛》《使徒行者》
- 最佳節目主持：薛家燕、王祖藍《Sunday扮嘢王》
- 最佳綜藝節目：《Sunday扮嘢王》
- 最佳資訊節目：《守護生命的故事2》
- 最佳特備節目：《愛情來的時候》
- 專業演員大獎：朱維德、蘇恩磁、李家鼎、羅樂林、蔣志光
- 萬千光輝演藝大獎：譚炳文

勁歌金曲頒獎典禮2014
- 最受歡迎男歌星：張敬軒
- 最受歡迎女歌星：容祖兒
- 勁歌金曲金獎：
- 最受歡迎新人獎：
- 最受歡迎電視劇歌曲獎：
- 勁歌金曲獎：